# تشريح السموك
تشريح السموك هو دراسة شكل وتشكل السموك يمكن أن يتناقض مع علم وظائف أعضاء الأسماك، وهي دراسة كيفية عمل الأجزاء المكونة للأسماك معًا في الأسماك الحية. في الممارسة العملية، يكمل تشريح الأسماك وعلم وظائف الأعضاء بعضهما البعض الآخر، ويتعامل الأول مع بنية السمكة وأعضائها أو الأجزاء المكونة لها وكيفية تجميعها معا، مثل التي يمكن ملاحظتها على طاولة التشريح أو تحت المجهر، ويتعامل الأخير مع كيفية عمل هذه المكونات معًا في الأسماك الحية.
غالبًا ما يتشكل تشريح الأسماك من خلال الخصائص الفيزيائية للمياه، الوسيط الذي تعيش فيه الأسماك. الماء أكثر كثافة من الهواء، ويحتوي على كمية صغيرة نسبيًا من الأكسجين المذاب، ويمتص ضوءًا أكثر من الهواء. ينقسم جسم السمكة إلى رأس وجذع وذيل، على الرغم من أن التقسيمات بين الثلاثة ليست دائمًا مرئية من الخارج. يتكون الهيكل العظمي، الذي يشكل الهيكل الداعم داخل السمكة، إما من الغضاريف (الأسماك الغضروفية) أو العظام (الأسماك العظمية). العنصر الهيكلي الرئيسي هو العمود الفقري، ويتكون من فقرات مفصلية وهي خفيفة الوزن لكنها قوية. تلتصق الأضلاع بالعمود الفقري ولا توجد أطراف أو مشدات أطراف. السمات الخارجية الرئيسية للأسماك، الزعانف، تتكون إما من أشواك عظمية أو لينة تسمى الراي والتي، باستثناء الزعانف الذيلية، ليس لها اتصال مباشر بالعمود الفقري. وهي مدعومة بالعضلات التي تشكل الجزء الرئيسي من الجذع. يتكون القلب من حجرتين ويضخ الدم عبر الأسطح التنفسية للخياشيم ثم يضخ الدم في جميع أنحاء الجسم في حلقة دورانية واحدة. العيون مهيأة للرؤية تحت الماء ولديها رؤية محلية فقط. توجد لديها أذن داخلية ولكن لا توجد أذن خارجية أو وسطى. يتم الكشف عن الاهتزازات منخفضة التردد بواسطة نظام الخط الجانبي لأعضاء الحواس التي تمتد على طول جوانب الأسماك، والتي تستجيب للحركات القريبة وللتغيرات في ضغط الماء.
أسماك القرش وأسماك الراي هي أسماك قاعدية لها العديد من الخصائص التشريحية البدائية المشابهة لتلك الموجودة في الأسماك القديمة، بما في ذلك الهياكل العظمية المكونة من الغضاريف. تميل أجسامهم إلى أن تكون مسطحة بطنيًا ظهرًا، وعادة ما يكون لديهم خمسة أزواج من الشقوق الخيشومية وفم كبير على الجانب السفلي من الرأس. الأدمة مغطاة بقشور بلاكويد جلدية منفصلة. لديهم مجرور تفتح فيه الممرات البولية والتناسلية، لكن ليس لديهم مثانة عائمة. تنتج الأسماك الغضروفية عددًا صغيرًا من بيض صفار البيض الكبير. بعض الأنواع تولد بيوضا، حيث ينمو صغارها داخليا، ولكن البعض الآخر بياض وتنمو اليرقات خارجيا في حالات البيض.
يُظهر سلالة الأسماك العظمية المزيد من السمات التشريحية المشتقة، غالبًا مع تغييرات تطورية كبيرة من سمات الأسماك القديمة. لديهم هيكل عظمي، وعادة ما يكون مسطحًا بشكل جانبي، وله خمسة أزواج من الخياشيم محمية بغطاء، وفم عند طرف الخطم أو بالقرب منه. الأدمة مغطاة بمقاييس متداخلة. تحتوي الأسماك العظمية على مثانة سباحة تساعدها في الحفاظ على عمق ثابت في عمود الماء، ولكن ليس مجرورًا. تفرخ في الغالب عددًا كبيرًا من البيض الصغير مع القليل من صفار البيض الذي يبثونه في عمود الماء.

## الجسم

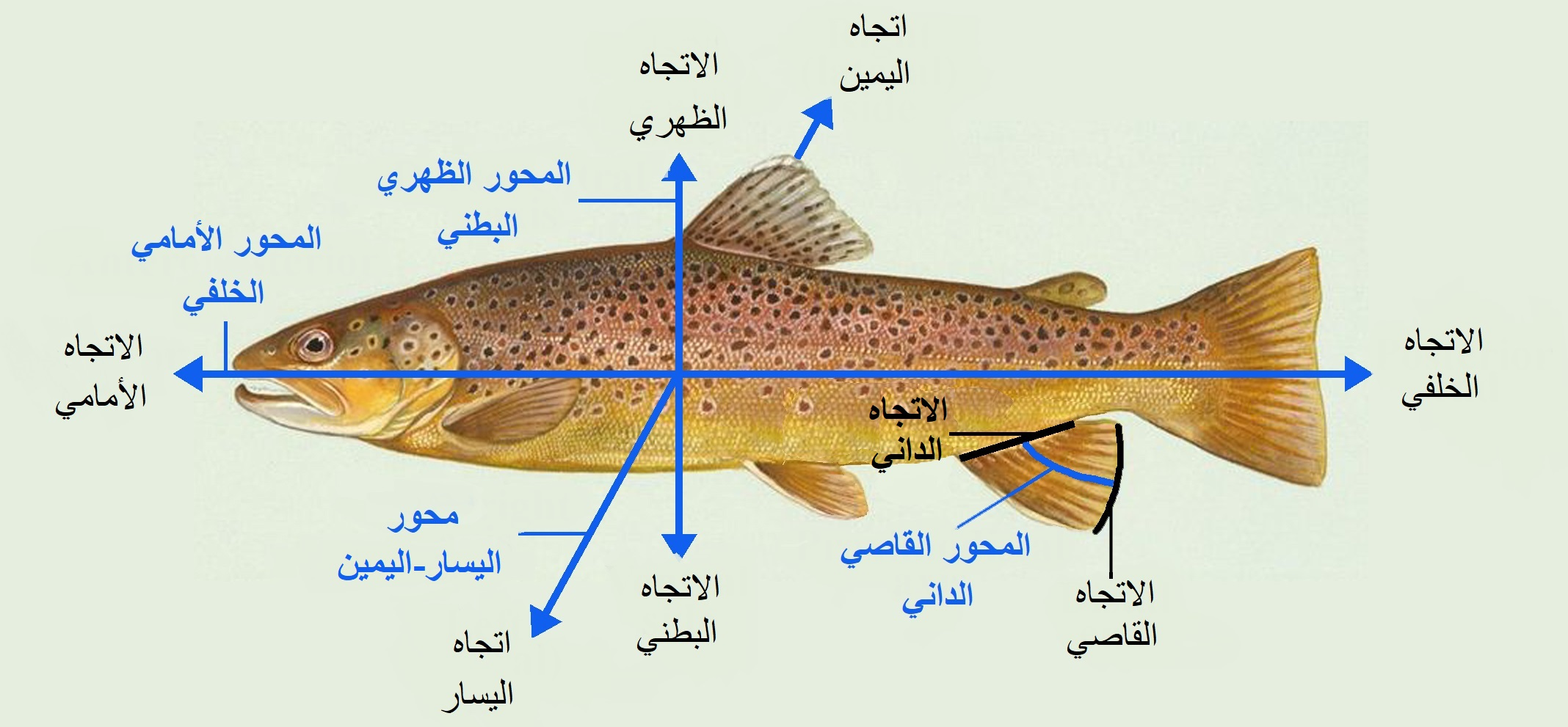
الاتجاهات والمحاور التشريحية

في كثير من النواحي، يختلف تشريح الأسماك عن تشريح الثديات. ومع ذلك، فإنها لاتزال تشترك في نفس خطة الجسم الأساسية التي تطورت منها جميع الفقاريات: الحبل الظهري، والفقرات البدائية، والرأس والذيل محددين جيدا.
للأسماك مجموعة متنوعة من مخططات الجسم المختلفة. على المستوى الأوسع، ينقسم أجسادهم إلى رأس وجذع وذيل، على الرغم من أن التقسيمات ليست دائمًا مرئية من الخارج. غالبًا ما يكون الجسم مغزليًا، وهو مخطط مبسط للجسم غالبًا ما يوجد في الأسماك سريعة الحركة. كما أنها قد تكون أيضا خيطية الشكل (على شكل ثعبان البحر) أو دويدي (على شكل دودة). غالبًا ما تكون الأسماك إما مضغوطة (نحيفة جانبًا) أو مكتئبًا (مسطح ظهراني بطني).

## الهيكل العظمي

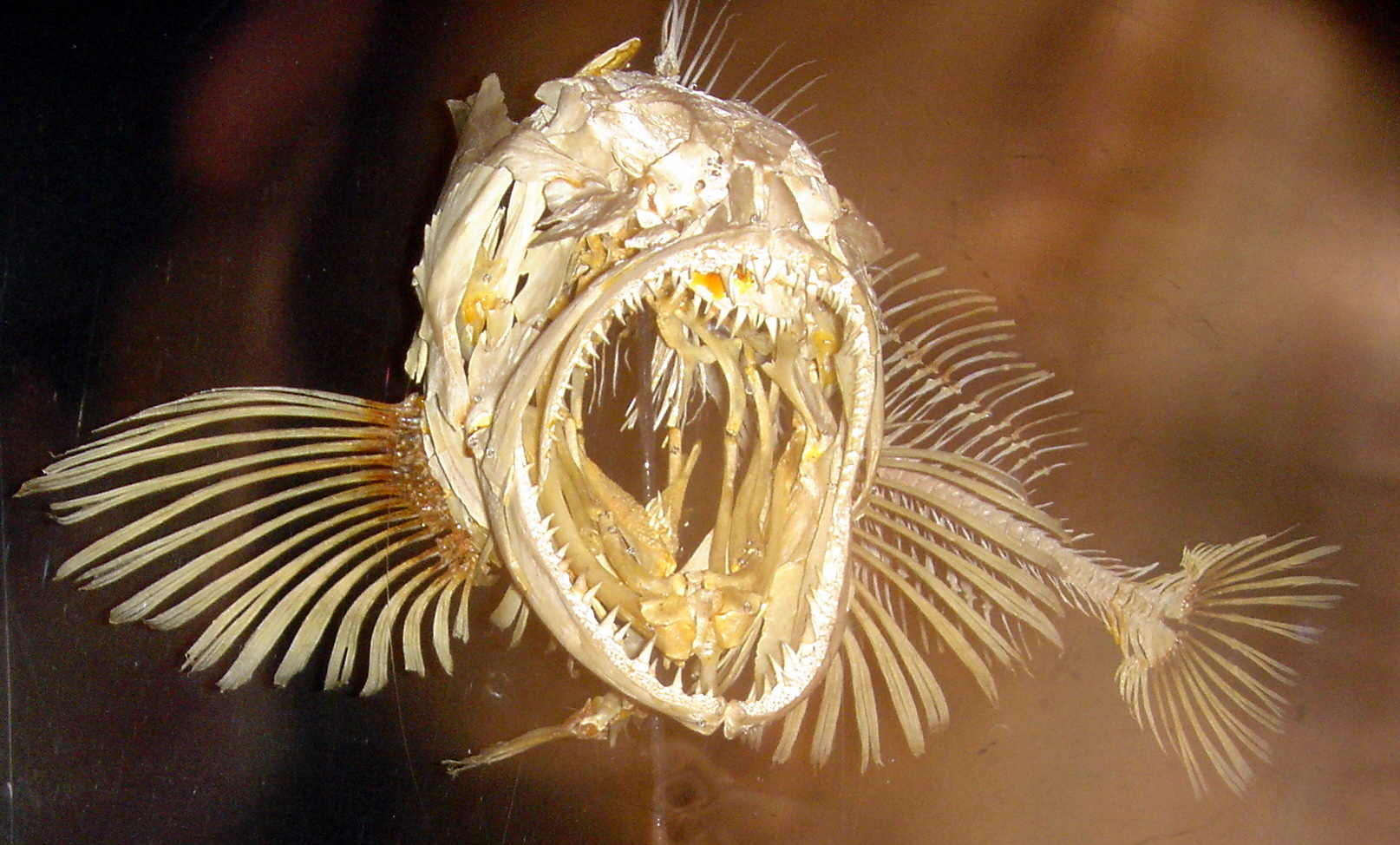
هيكل عظمي لسمكة عظمية

هناك نوعان مختلفان من الهيكل العظمي: الهيكل الخارجي، وهو الغلاف الخارجي الثابت للكائن الحي، والهيكل الداخلي، الذي يشكل الهيكل الداعم داخل الجسم. يتكون الهيكل العظمي للأسماك إما من الغضاريف (الأسماك الغضروفية) أو العظام (الأسماك العظمية). وتتكون الزعانف من أشعة الزعانف العظمية وليس لها اتصال مباشر بالعمود الفقري باستثناء الزعنفة الذيلية. يتم دعمهم فقط من خلال العضلات. تلتصق الأضلاع بالعمود الفقري
العظام هي أعضاء صلبة تشكل جزءًا من الهيكل الداخلي للفقاريات. تعمل على تحريك، ودعم وحماية مختلف أعضاء الجسم، وتنتج خلايا الدم الحمراء وخلايا الدم البيضاء وتخزين المعادن. نسيج العظام هو نوع من الأنسجة الضامة الكثيفة. تأتي العظام في أشكال مختلفة ولها بنية داخلية وخارجية معقدة. فهي خفيفة الوزن، لكنها قوية وصلبة، بالإضافة إلى أنها تؤدي وظائفها البيولوجية العديدة.

## الفقرات

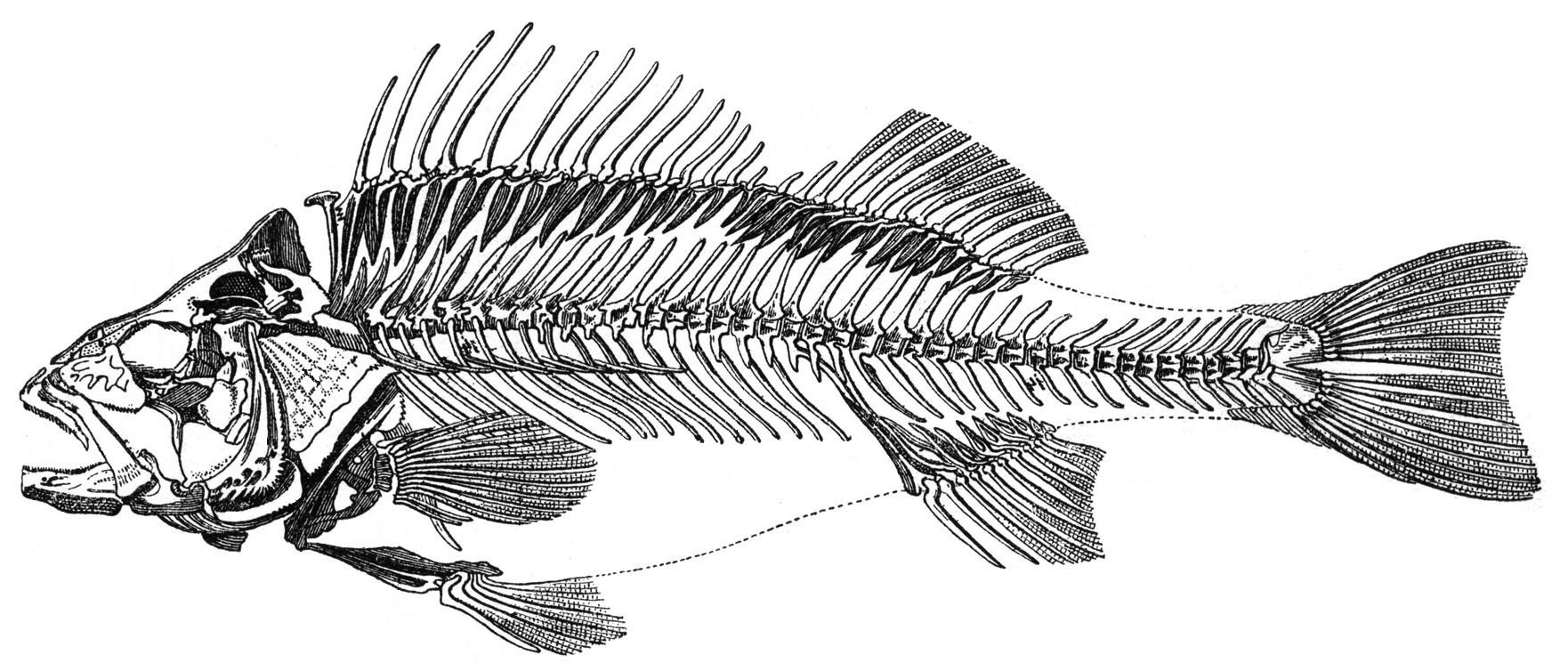
الهيكل العظمي لباس يظهر العمود الفقري الممتد من الرأس إلى الذيل

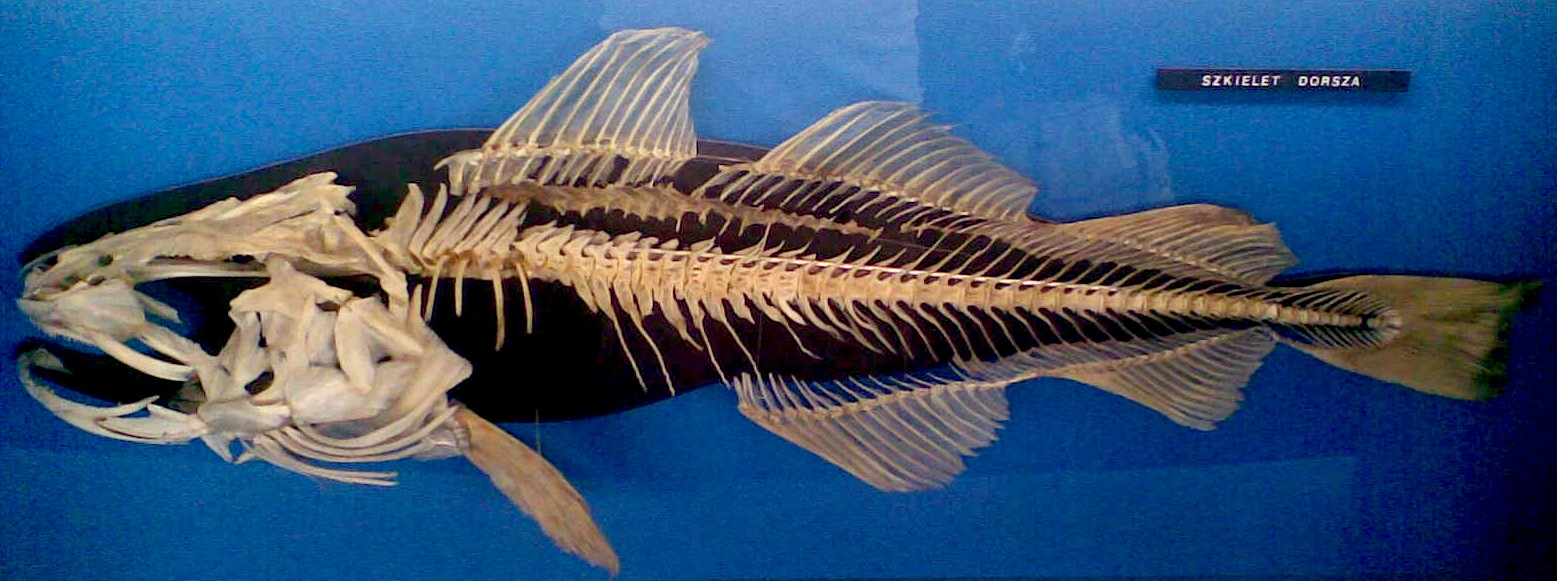
الهيكل العظمي لسمك القد الأطلسي

الأسماك من الفقاريات. يتم بناء جميع الفقاريات على طول مخطط الجسم الحبلي الأساسي: قضيب صلب يمر عبر طول الحيوان (العمود الفقري أو الحبل الظهري)، مع وجود أنبوب مجوف من الأنسجة العصبية (الحبل الشوكي) فوقه والجهاز الهضمي أدناه. في جميع الفقاريات، يوجد الفم عند الطرف الأمامي للحيوان أو أسفله مباشرة، بينما تفتح فتحة الشرج إلى الخارج قبل نهاية الجسم. يشكل الجزء المتبقي من الجسم بعد فتحة الشرج ذيلًا به فقرات ونخاع شوكي، ولكن بدون أمعاء.
السمة المميزة للفقاريات هي العمود الفقري، حيث تم استبدال الحبل الظهري (قضيب صلب ذو تكوين موحد) الموجود في جميع الحبال بسلسلة مجزأة من العناصر الأكثر صلابة (فقرات) مفصولة بمفاصل متحركة (أقراص بين الفقرات، مشتقة من الجنين. وتطوريًا من الحبل الظهري). ومع ذلك، فقدت بعض الأسماك هذا التشريح بشكل ثانوي، واحتفظت بالحبل الظهري في مرحلة البلوغ، مثل سمك الحفش.
يتكون العمود الفقري من مركز (الجسم المركزي أو العمود الفقري للفقرة)، والأقواس الفقرية التي تبرز من أعلى وأسفل المركز، وعمليات مختلفة تنبثق من المركز أو الأقواس. يسمى القوس الممتد من أعلى المركز بالقوس العصبي، بينما يوجد القوس الدموي أو الشيفرون أسفل المركز في الفقرات الذيلية للأسماك. عادة ما يكون مركز السمكة مقعرًا عند كل طرف (برمائي)، مما يحد من حركة السمكة. في المقابل، يكون مركز الثدييات مسطحًا عند كل طرف (حاد)، وهو شكل يمكن أن يدعم ويوزع قوى الانضغاط.
تتكون فقرات الأسماك ذات الفصوص من ثلاثة عناصر عظمية منفصلة. يحيط القوس الفقري بالحبل الشوكي، وهو يشبه إلى حد كبير الشكل الموجود في معظم الفقاريات الأخرى. أسفل القوس يوجد مركز الجنبة الصغير الذي يشبه الصفيحة، والذي يحمي السطح العلوي للحبل الظهري. كل من هذه الهياكل مدمجة داخل كتلة أسطوانية واحدة من الغضروف. تم العثور على ترتيب مماثل في رباعيات الأرجل البدائية، ولكن في الخط التطوري الذي أدى إلى الزواحف والثدييات والطيور، تم استبدال المركز الداخلي جزئيًا أو كليًا بمركز الجنبة المتضخم، والذي أصبح بدوره الجسم الفقري العظمي.
في معظم الأسماك ذات الزعانف الشعاعية، بما في ذلك جميع التليوستات، يتم دمج هذين الهيكلين مع جزء صلب من العظام وتشبه سطحيًا الجسم الفقري للثدييات. في البرمائيات الحية، توجد ببساطة قطعة أسطوانية من العظم أسفل القوس الفقري، مع عدم وجود أثر للعناصر المنفصلة الموجودة في رباعيات الأرجل المبكرة.
في الأسماك الغضروفية مثل أسماك القرش، تتكون الفقرات من أنبوبين غضروفيين. يتكون الأنبوب العلوي من الأقواس الفقرية، ولكنه يتضمن أيضًا هياكل غضروفية إضافية تملأ الفجوات بين الفقرات، وتحيط الحبل الشوكي بغمد مستمر بشكل أساسي. يحيط الأنبوب السفلي بالحبل الظهري وله هيكل معقد، وغالبًا ما يشتمل على طبقات متعددة من التكلس.
الجلكيات لها أقواس فقارية، ولكن لا يوجد شيء يشبه الأجسام الفقرية الموجودة في جميع الفقاريات العليا. حتى الأقواس متقطعة، وتتكون من قطع منفصلة من الغضاريف على شكل قوس حول الحبل الشوكي في معظم أجزاء الجسم، وتتحول إلى شرائط طويلة من الغضروف أعلى وأسفل منطقة الذيل. تفتقر أسماك الهاخ إلى عمود فقري حقيقي، وبالتالي فهي لا تعتبر فقاريات بشكل صحيح، ولكن يوجد عدد قليل من الأقواس العصبية الصغيرة في الذيل. ومع ذلك، تمتلك أسماك الهاخ جمجمة. لهذا السبب، يشار أحيانًا إلى الفرع الفقاري الفرعي باسم «كرانياتا» عند مناقشة علم التشكل. اقترح التحليل الجزيئي منذ عام 1992 أن أسماك الهاخ هي الأكثر ارتباطًا بالجلكيات، وكذلك الفقاريات أيضًا بمعنى أحادي النمط. يعتبرهم آخرون مجموعة شقيقة من الفقاريات في التصنيف الشائع لـكرانياتا.

## الرأس

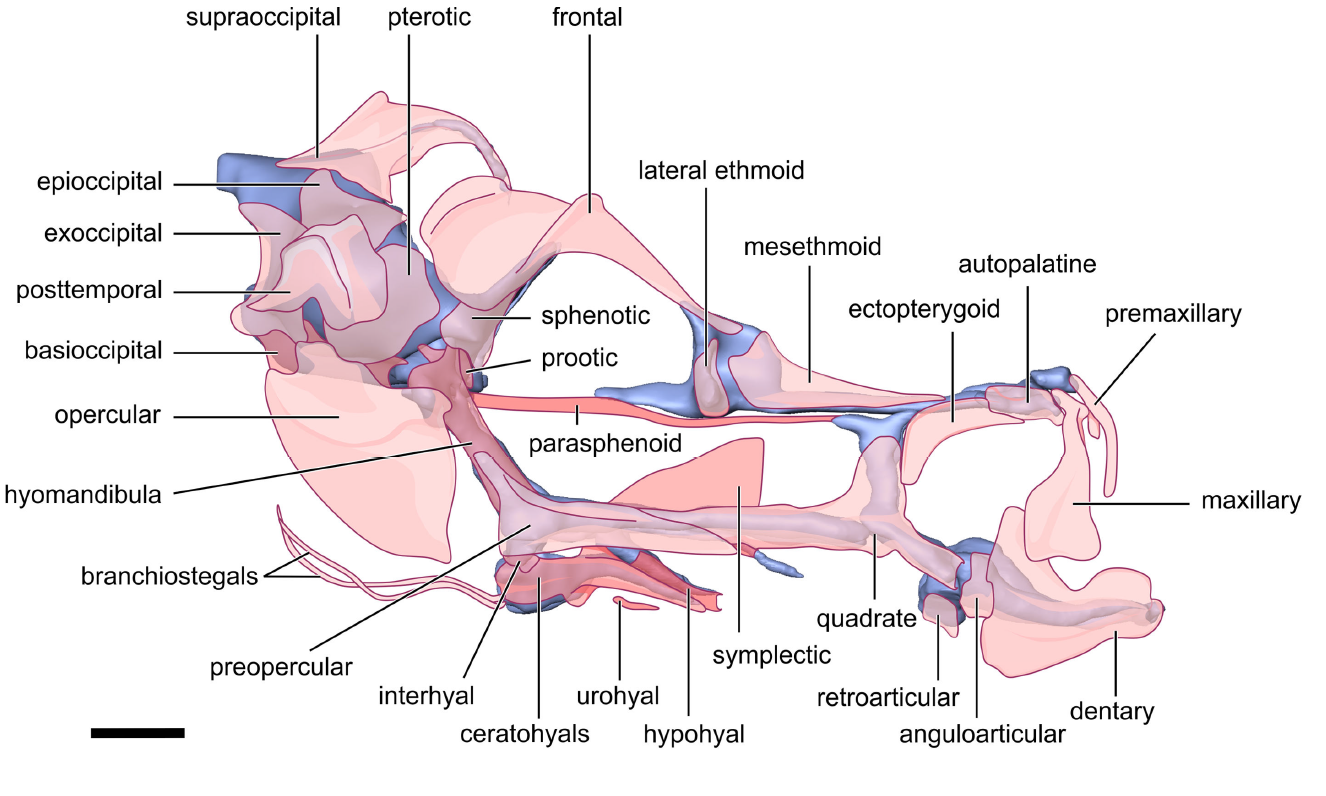
عظام الجمجمة كما تظهر في فرس النهر

أوضاع أفواه السمكة: (أ)الطرفية، (ب)العلوية، (ث)السفلية أو تحت الأرضية.

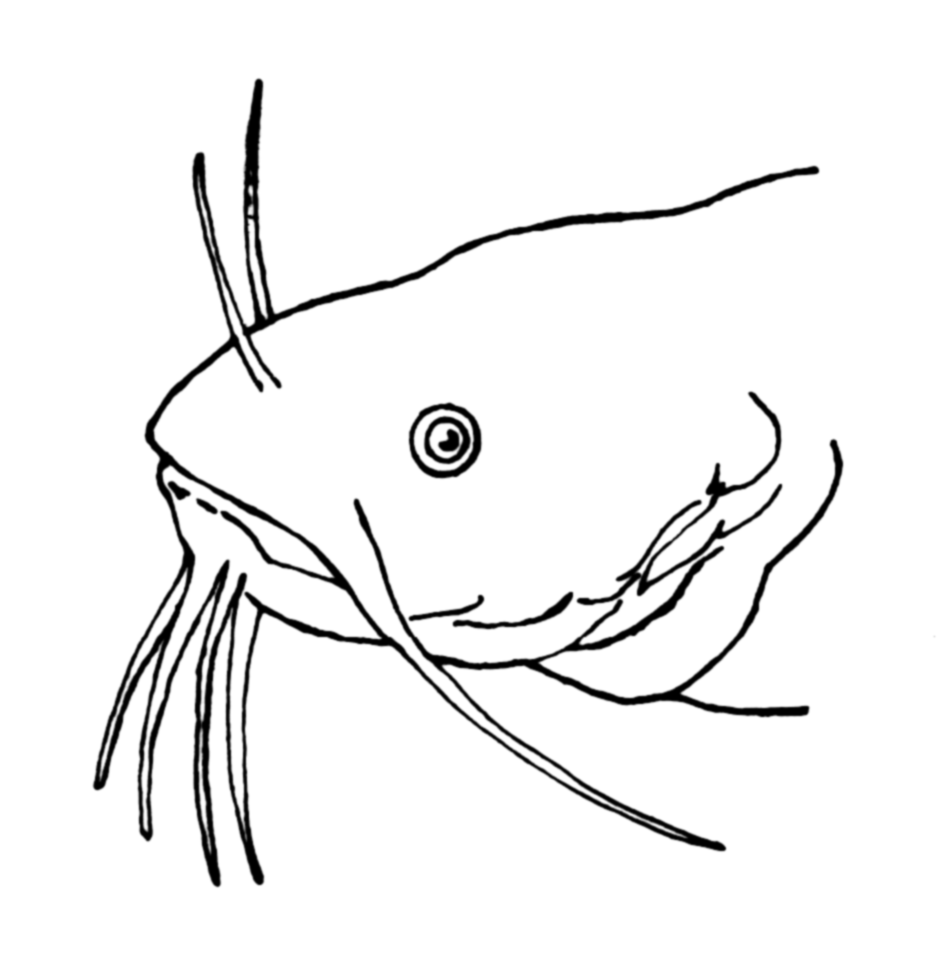
رسم توضيحي للأثواب على رأس سمكة

يشتمل الرأس أو الجمجمة على سقف الجمجمة (مجموعة من العظام تغطي الدماغ والعينين وفتحات الأنف)، والأنف (من العين إلى أقصى نقطة في الفك العلوي)، الغطاء الخيشومي أو الخيشومي (غائب في أسماك القرش والأسماك الخالية من الفك) والخد الذي يمتد من العين إلى ما قبل الخياشيم. قد يكون للغطاء الخيشومي والجزء ما قبل الخياشيم أشواك أو لا. في أسماك القرش وبعض الأسماك العظمية البدائية، توجد الفتحة الخيشومية، وهي فتحة خيشومية اضافية صغيرة، خلف كل عين. تتكون الجمجمة في الأسماك من سلسلة من العظام المتصلة بشكل فضفاض. تمتلك أسماك القرش وأسماك القرش عديمة الفك فقط بطانة قحف غضروفية، مع وجود الفكين العلوي والسفلي للأسماك الغضروفية كونها عناصر منفصلة غير متصلة بالجمجمة. تحتوي الأسماك العظمية على عظم جلدي اضافي، مما يشكل سقف جمجمة متماسك إلى حد ما في أسماك الرئة وأسماك الهولوست. يحدد الفك السفلي الذقن.
في الجلكى، يتشكل الفم في قرص شفوي. ومع ذلك، في معظم الأسماك الفكية، هناك ثلاثة تكوينات عامة. قد يكون الفم في الطرف الأمامي من الرأس (طرفيًا)، وقد يكون مقلوبًا (أعلى)، أو قد يكون مقلوبًا لأسفل أو أسفل السمكة (تحت الأرض أو أدنى). يمكن تعديل الفم ليصبح فمًا ماصًا يتكيف مع التشبث بالأشياء في الماء سريع الحركة.
تم العثور على الهيكل الأبسط في الأسماك الخالية من الفك، حيث يتم تمثيل الجمجمة بسلة تشبه الحوض الصغير من العناصر الغضروفية التي تحيط جزئيًا بالدماغ وترتبط بكبسولات الأذن الداخلية وفتحة الأنف المفردة. بشكل مميز، هذه الأسماك ليس لها فك.
الأسماك الغضروفية مثل أسماك القرش لها أيضًا هياكل جمجمة بسيطة، ويفترض أنها بدائية. القحف عبارة عن هيكل واحد يشكل غلافًا حول الدماغ، يحيط بالسطح السفلي والجوانب، ولكن دائمًا ما يكون مفتوحًا جزئيًا على الأقل في الجزء العلوي مثل اليافوخ الكبير. يتضمن الجزء الأمامي من الجمجمة صفيحة أمامية من الغضروف والمنصة وكبسولات لإحاطة أعضاء حاسة الشم. خلف هذه هي المدارات، ثم زوج إضافي من الكبسولات التي تحيط بهيكل الأذن الداخلية. أخيرًا، تتناقص الجمجمة نحو الخلف، حيث تقع الثقبة العظمى مباشرة فوق لقمة واحدة، متحدرة مع الفقرة الأولى. يمكن العثور على ثقوب أصغر للأعصاب القحفية في نقاط مختلفة في جميع أنحاء الجمجمة. يتكون الفك من حلقات منفصلة من الغضروف، والتي تختلف دائمًا عن الجمجمة الصحيحة.
في أسماك الزعانف الشعاعية، كان هناك أيضًا تعديل كبير من النمط البدائي. يتكون سقف الجمجمة بشكل جيد بشكل عام، وعلى الرغم من أن العلاقة الدقيقة بين عظامها وعظام رباعيات الأرجل غير واضحة، إلا أنه يتم إعطاؤها عادةً أسماء متشابهة للراحة. ومع ذلك، قد تقل العناصر الأخرى في الجمجمة؛ هناك منطقة خد صغيرة خلف المدارات المتضخمة، وقليل من العظام بينهما إن وجدت. غالبًا ما يتشكل الفك العلوي إلى حد كبير من قبل الفك العلوي، مع وجود الفك العلوي نفسه في الخلف، وعظم إضافي، متماثل، يربط الفك ببقية الجمجمة.
على الرغم من أن جماجم الأسماك الأحفورية ذات الزعانف تشبه تلك الموجودة في رباعيات الأرجل المبكرة، إلا أنه لا يمكن قول الشيء نفسه عن تلك الموجودة في الأسماك الرئوية الحية. لم يتم تشكيل سقف الجمجمة بشكل كامل، ويتكون من عظام متعددة غير منتظمة الشكل إلى حد ما مع عدم وجود علاقة مباشرة مع رباعيات الأرجل. يتم تشكيل الفك العلوي من عظام الجناحية والقئ وحدها، والتي تحمل الأسنان. يتكون جزء كبير من الجمجمة من الغضاريف، ويقل هيكلها العام.
قد يحتوي الرأس على العديد من الهياكل اللحمية المعروفة باسم الحديد، والتي قد تكون طويلة جدًا وتشبه الشعيرات. تحتوي العديد من أنواع الأسماك أيضًا على مجموعة متنوعة من النتوءات أو الأشواك على الرأس. لا تتصل فتحات الأنف أو الفتحات الموجودة في جميع الأسماك تقريبًا بتجويف الفم، ولكنها عبارة عن حفر متفاوتة الشكل والعمق.

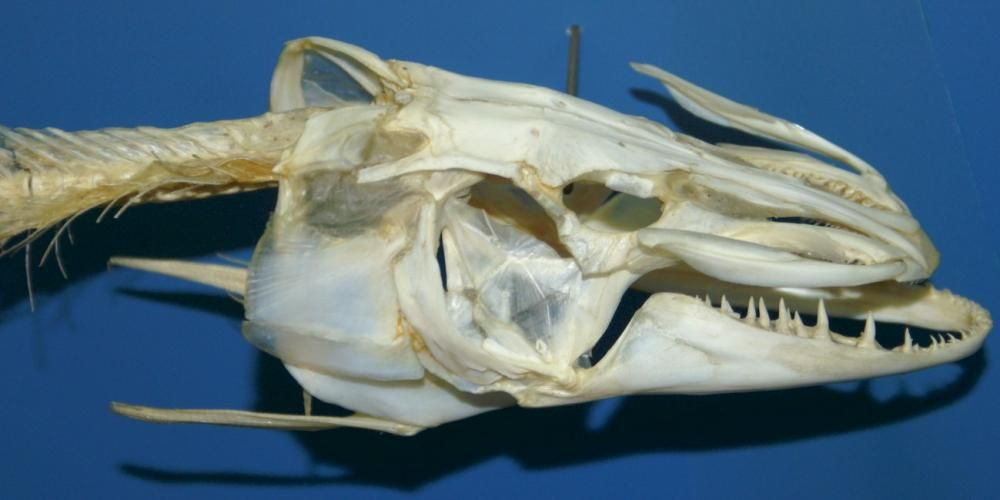
جمجمة رمح شمالي
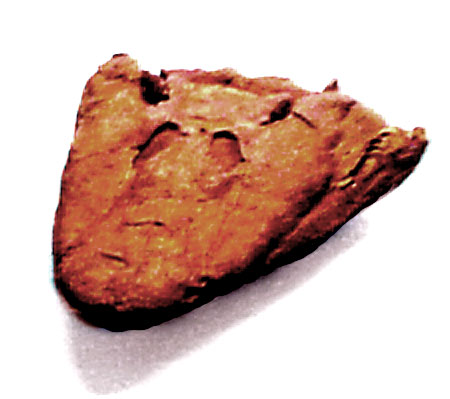
جمجمة تيكتاليك، وهي جنس من أسماك ساركوبتيرجيان المنقرضة (فصوص الزعانف) من العصر الديفوني المتأخر.

## الاجهزة الخارجية

تمتلك ثعابين مواري مجموعتين من الفكين: الفكين الفمويان اللذان يلتقطان الفريسة والفكين البلعومي اللذان يتقدمان إلى الفم وينقلان الفريسة من فكي الفم إلى المريء من أجل البلع.

### الفك
من المحتمل أن يكون الفك الفقاري قد تطور في الأصل في العصر السيلوري وظهر في أسماك البلاكوديرم التي تنوعت أكثر في العصر الديفوني. يُعتقد أن الفكين ينبعان من الأقواس البلعومية التي تدعم الخياشيم في الأسماك. يُعتقد أن أكثر هذين العقدين الأماميين قد أصبحا الفك نفسه (انظر هيومانديبولا) والقوس اللامي، الذي يقوس الفك ضد المخ ويزيد من الكفاءة الميكانيكية. على الرغم من عدم وجود دليل أحفوري يدعم هذه النظرية بشكل مباشر، إلا أنه يبدو منطقيًا في ضوء عدد الأقواس البلعومية المرئية في الحيوانات الفكية الموجودة (الجناثوستوم)، والتي لها سبعة أقواس، والفقاريات البدائية عديمة الفك (اجناثا)، والتي لها تسعة أقواس.

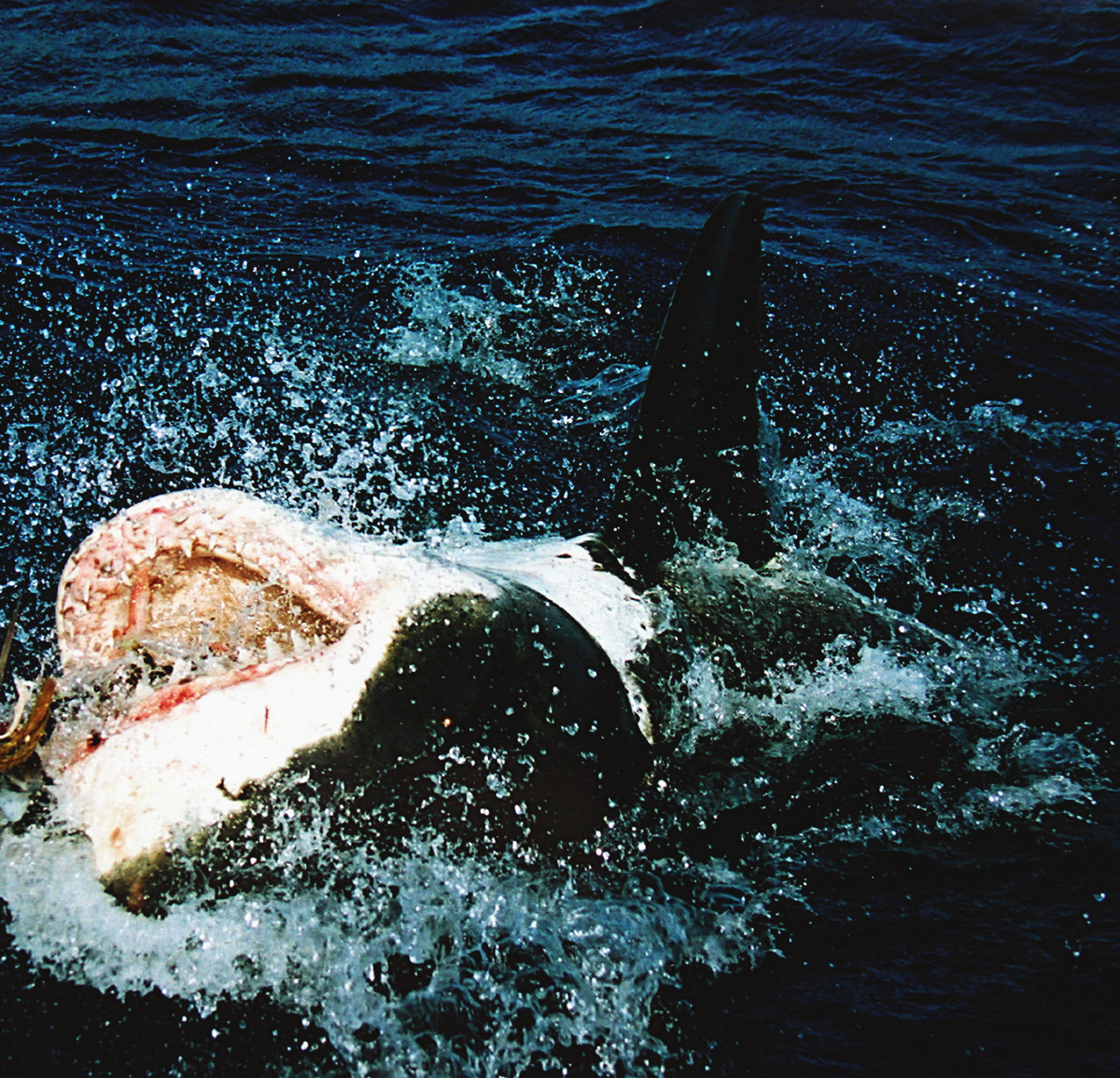
فكي سمكة قرش بيضاء كبيرة

يعتقد أن الميزة الانتقائية الأصلية التي حصل عليها الفك لم تكن مرتبطة بالتغذية، ولكن لزيادة كفاءة التنفس. تم استخدام الفكين في المضخة الشدقية (التي يمكن ملاحظتها في الأسماك والبرمائيات الحديثة) التي تضخ الماء عبر خياشيم الأسماك أو الهواء إلى رئتي البرمائيات. مع مرور الوقت التطوري، تم اختيار الاستخدام الأكثر شيوعا للفكين في التغذية وأصبح وظيفة مهمة جدا في الفقاريات.
أنظمة الربط موزعة على نطاق واسع في الحيوانات. تم تقديم نظرة عامة شاملة حول الأنواع المختلفة من الروابط في الحيوانات بواسطة مستر.مولر، الذي صمم أيضًا نظام تصنيف جديدًا مناسبًا بشكل خاص للأنظمة البيولوجية. آليات الربط متكررة ومتنوعة بشكل خاص في رؤوس الأسماك العظمية، مثل الحشائش، التي طورت العديد من آليات التغذية المائية المتخصصة. متقدمة بشكل خاص هي آليات ربط نتوء الفك. لتغذية الشفط، يكون نظام الوصلات ذات الأربعة قضبان هو المسؤول عن الفتح المنسق للفم والتوسع ثلاثي الأبعاد للتجويف الشدقي. الروابط الأخرى مسؤولة عن نتوء الطبقة الأولى من الفكين.

### عيون
عيون الأسماك تشبه الفقاريات الأرضية مثل الطيور والثدييات، ولكن لها عدسة كروية أكثر.
تحتوي شبكية العين بشكل عام على كل من الخلايا العصوية والخلايا المخروطية (للرؤية العكسية والضوئية)، ومعظم الأنواع لديها رؤية الألوان. يمكن لبعض الأسماك رؤية الأشعة فوق البنفسجية والبعض الآخر يرى الضوء المستقطب. من بين الأسماك الخالية من الفك، فإن لامبري عيون متطورة بشكل جيد، في حين أن سمك الهاج لديه نقاط عيون بدائية فقط. من الواضح أن أسلاف أسماك الهاج الحديثة، التي يُعتقد أنهم من الفقاريات الأولية، تم دفعها إلى المياه العميقة جدا والمظلمة للغاية، حيث كانت أقل عرضة للحيوانات المفترسة المبصرة وحيث يكون من المفيد وجود بقعة محدبة للعين، والتي تجمع ضوءًا أكثر من تلك المسطحة أو المقعرة. على عكس البشر، تقوم الأسماك عادةً بضبط التركيز عن طريق تحريك العدسة بالقرب من الشبكية أو بعيدًا عنها.

### الخياشيم

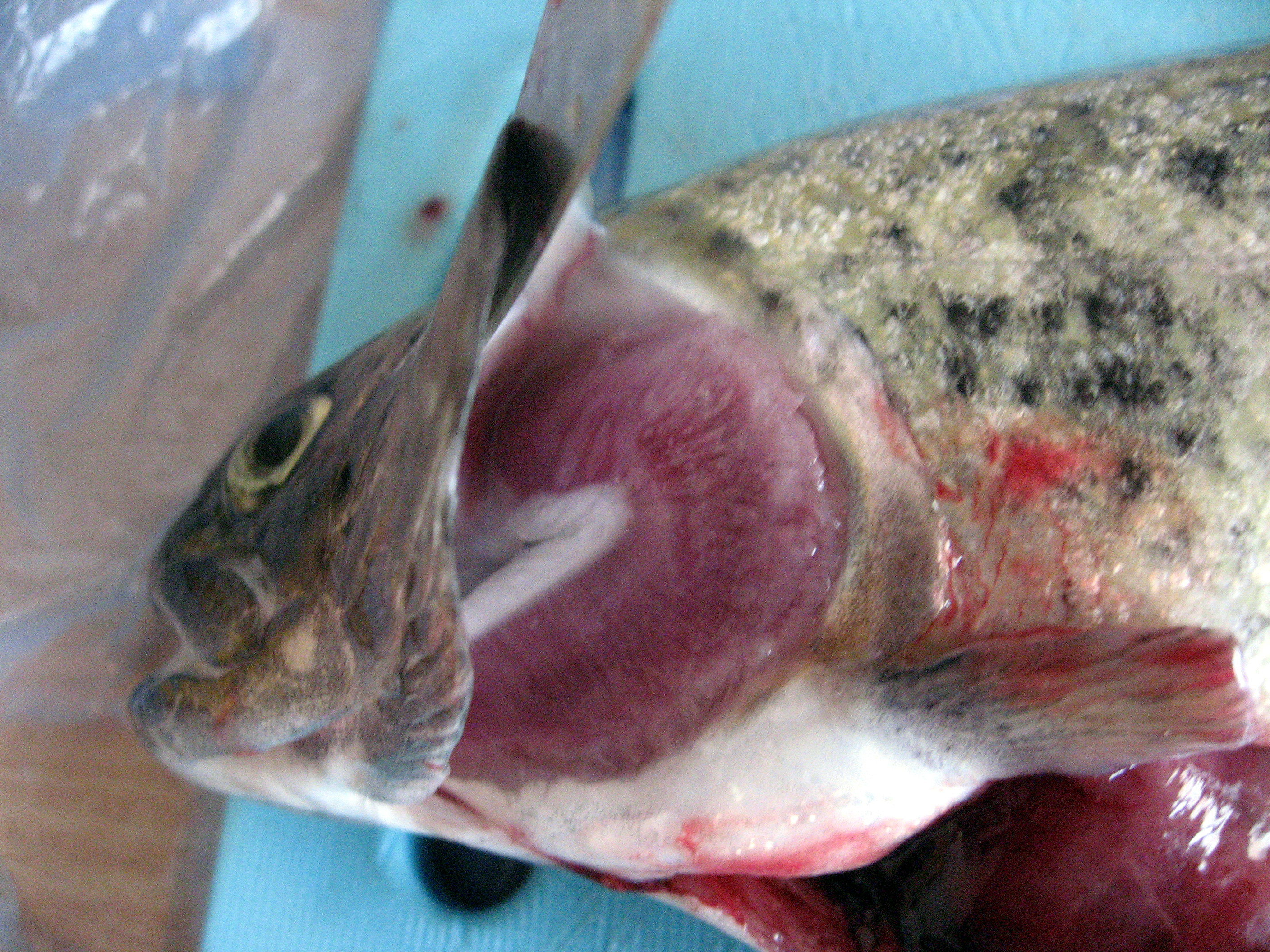
خياشيم تراوت قوس قزح

الخياشيم، الواقعة تحت الغطاء الخيشومي، هي جهاز تنفسي لاستخراج الأكسجين من الماء ولإفراز ثاني أكسيد الكربون. لا تكون مرئية عادة، ولكن يمكن رؤيتها في بعض الأنواع، مثل القرش المزركش. يتم استخدام عضو المتاهة في أنابانتويدي وكلاريدي للسماح للأسماك باستخراج الأكسجين من الهواء. الجرافات الخيشومية هي نتوءات تشبه الأصابع من القوس الخيشومي والتي تعمل في مغذيات المرشح للاحتفاظ بالفريسة المفلترة. قد تكون عظمية أو غضروفية.

### الجلد
تتكون بشرة الأسماك بالكامل من خلايا حية، مع وجود كميات قليلة من الكيراتين في خلايا الطبقة السطحية. عموما هو نفاذية. تحتوي أدمة الأسماك العظمية عادةً على القليل نسبيًا من النسيج الضام الموجود في رباعيات الأرجل. بدلاً من ذلك، في معظم الأنواع، يتم استبداله إلى حد كبير بمقاييس عظمية واقية صلبة. بصرف النظر عن بعض العظام الجلدية الكبيرة بشكل خاص التي تشكل أجزاء من الجمجمة، فإن هذه المقاييس تضيع في رباعيات الأرجل، على الرغم من أن العديد من الزواحف لديها مقاييس من نوع مختلف، مثل البنغولين. تحتوي الأسماك الغضروفية على العديد من الأسنان الشبيهة بالأسنان المغروسة في جلدها بدلاً من المقاييس الحقيقية.
تعتبر الغدد العرقية والغدد الدهنية على حد سواء فريدة من نوعها للثدييات، ولكن توجد أنواع أخرى من الغدد الجلدية في الأسماك. تحتوي الأسماك عادة على العديد من خلايا الجلد المفرزة للمخاط والتي تساعد في العزل والحماية، ولكن قد تحتوي أيضا على غدد سم، أو حوامل ضوئية، أو خلايا تنتج سائلا مائيا أكثر. يلون الميلانين جلد العديد من الأنوع، ولكن في الأسماك غالبًا ما تكون البشرة عديمة اللون نسبيًا. بدلاً من ذك، يرجع لون الجلد إلى حد كبير إلى وجود الصبغيات في الأدمة، والتي قد تحتوي، بالإضافة إلى الميلانين، على أصباغ الجوانين أو الكاروتين. العديد من الأنواع، مثل الأسماك المفلطحة، تغيير لون بشرتها عن طريق ضبط الحجم النسبي للصبغيات الخاصة بهم.

### مقاييس

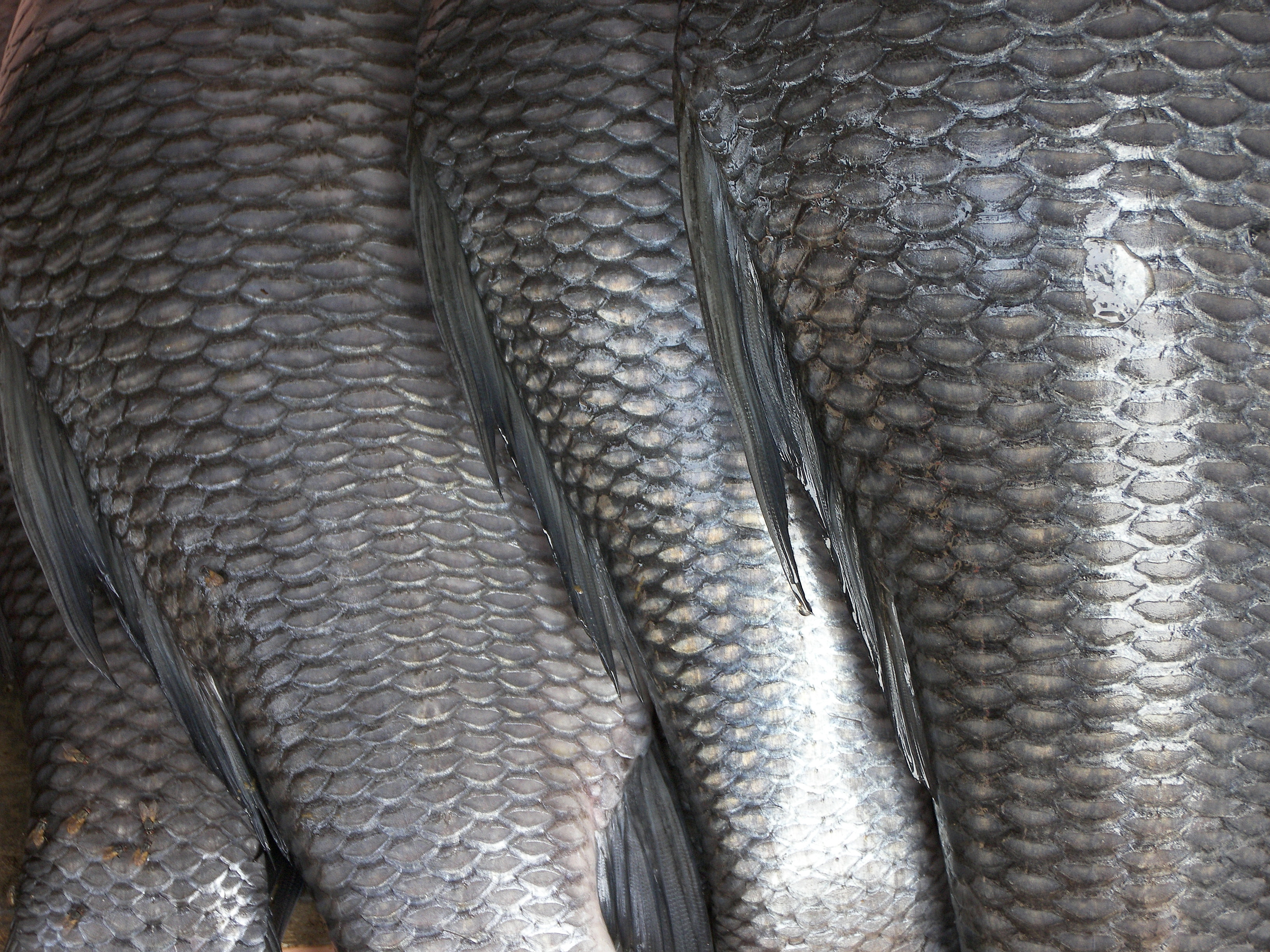
قشور دائرية تغطي الروهو

الجسم الخارجي للعديد من الأسماك الفكية مغطى بمقاييس تشكل جزءًا من نظام تكامل الأسماك. تنشأ القشور من الأديم المتوسط (الجلد)، وقد تكون مشابهة في تركيبها للأسنان. يتم تغطية بعض الأنواع بدلاً من ذلك بواسطة دروع. البعض الآخر ليس له غطاء خارجي على الجلد. يتم تغطية معظم الأسماك بطبقة واقية من الوحل (المخاط).
هناك أربعة أنواع رئيسية من قشور الأسماك.
•تشبه قشور بلاكويد، والتي تسمى أيضًا الأسنان الجلدية، الأسنان من حيث أنها مصنوعة من عاج مغطى بالمينا. إنها نموذجية للأسماك الغضروفية (على الرغم من وجودها على الكلياسبر فقط).
•المقاييس الجانويدية هي حراشف مسطحة ذات مظهر قاعدي تغطي جسم السمكة مع القليل من التداخل. فهي نموذجية من الجار والبيشير.
•المقاييس الدائرية هي حراشف صغيرة بيضاوية الشكل مع حلقات نمو مثل حلقات الشجرة. يحتوي بوفين وريمورا على قشور دائرية.
•المقاييس الحشائشية تشبه المقاييس الحلقية، ولها أيضًا حلقات نمو. تتميز بأشواك تغطي حافة واحدة. يمتلك الهلبوت هذا النوع من الميزان.
وهناك نوع آخر أقل شيوعًا من الميزان وهو المقياس الدرعي، والذي قد يكون عبارة عن صفيحة عظمية خارجية شبيهة بالدرع؛ مقياس سميك معدّل غالبًا ما يكون متقلبًا أو شوكيًا؛ أو مقياس إسقاط معدل (خشن ومخلف بشدة). عادةً ما ترتبط الحراشف بالخط الجانبي، ولكن يمكن العثور عليها على السويقة الذيلية (حيث تشكل عوارض ذيلية) أو على طول الملف الشخصي البطني. بعض الأسماك، مثل سمك الصنوبر، مغطاة كليًا أو جزئيًا بالحلق.

### الخط الجانبي

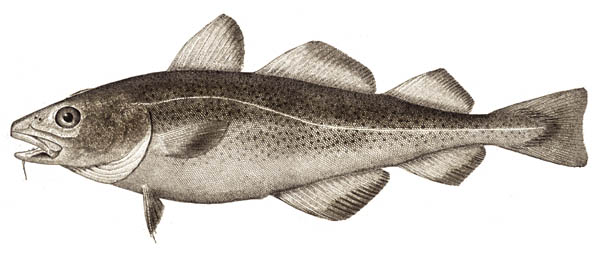
الخط الجانبي مرئي بوضوح كخط من المستقبلات يمتد على طول جانب سمك القد الأطلسي.

الخط الجانبي هو جهاز استشعار يستخدم للكشف عن الحركة والاهتزازات في المياه المحيطة. على سبيل المثال، يمكن للأسماك استخدام نظام الخط الجانبي الخاص بها لتتبع الدوامات التي تنتجها الفريسة الهاربة. في معظم الأنواع، يتكون من سلسلة من المستقبلات الممتدة على طول كل جانب من الأسماك.

### حامل شموع صغيرة
الحور الضوئي هو عضو غدي ينبعث منه الضوء ويظهر على شكل بقع مضيئة على بعض الأسماك. يمكن أن ينتج الضوء من مركبات أثناء هضم الفريسة، أو من خلايا ميتوكوندريا متخصصة في الكائن الحي تسمى الخلايا الضوئية، أو من البكتيريا التكافلية. تستخدم الخلايا الضوئية لجذب الطعام أو الخلط بين الحيوانات المفترسة.

### الزعانف

الحدوق، هو نوع من سمك القد، ذو زعانف شعاعيةc لديها ثلاث زعانف ظهرية واثنين من الزعانف الشرجية.

أنواع الزعنفة الذيلية: (أ)غير متجانسة، (ب)البروتوسيركل، (ث)الهوموسيركل، (د)ثنائي الدورة.

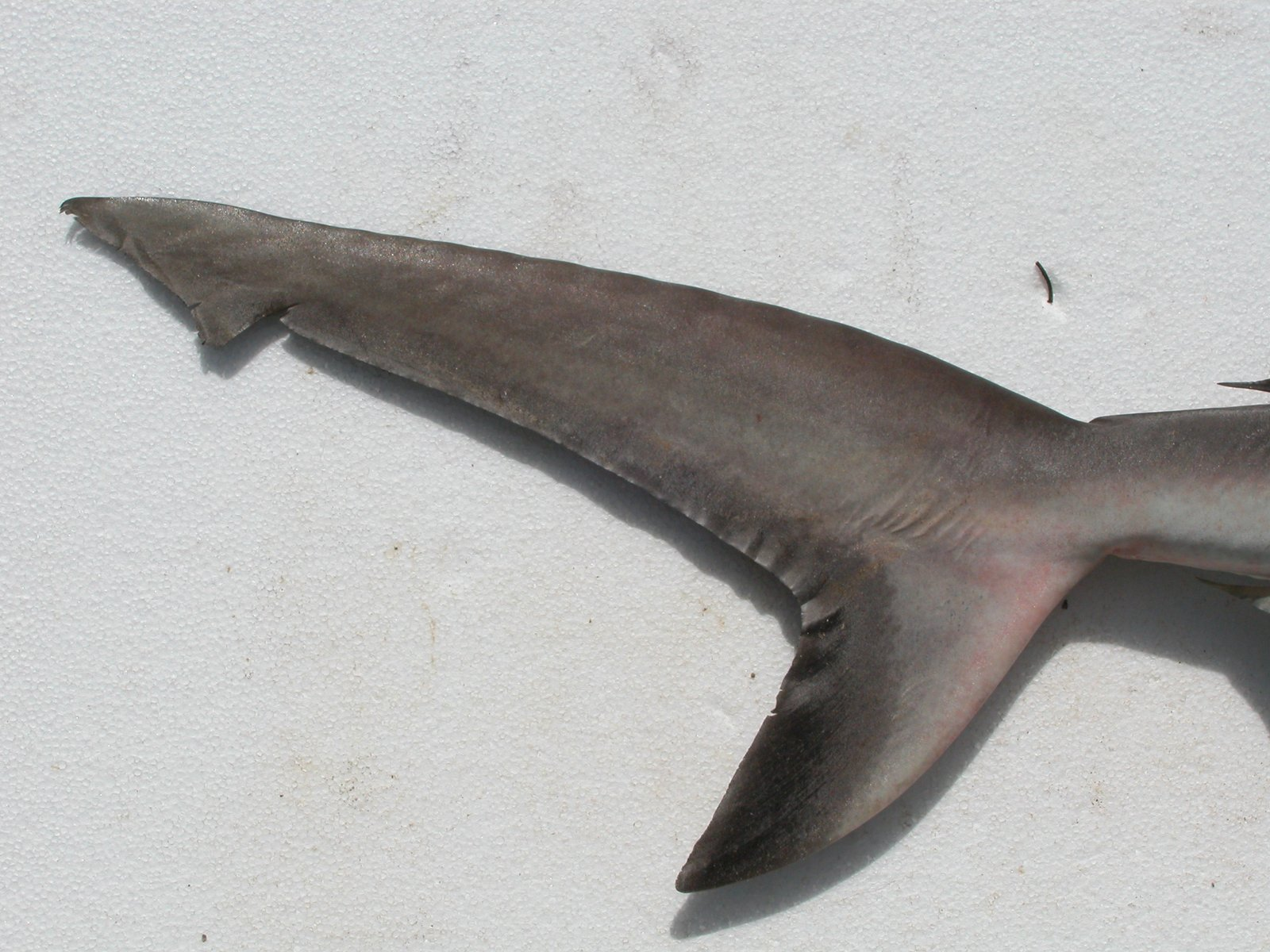
تمتلك أسماك القرش زعنفة ذيلية غبر متجانسة. عادة ما يكون الجزء الظهري أكبر من الجزء البطني.

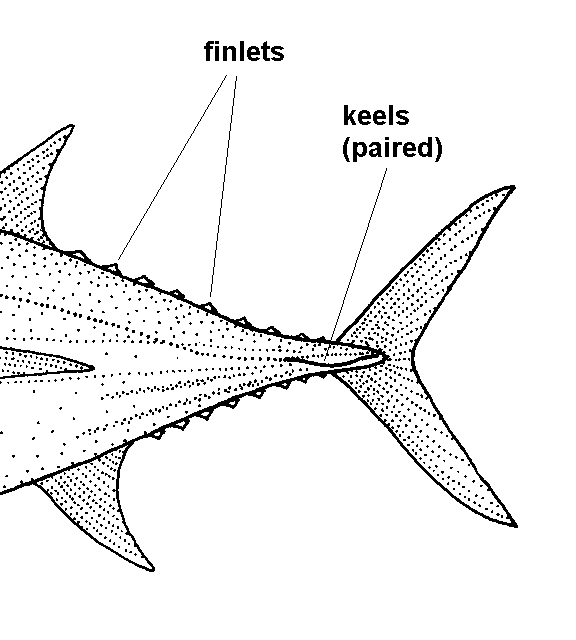
التونة ذات الأداء العالي مجهزة بزعنفة ذيلية متجانسة، وزعانف وعوارض.

الزعانف هي أكثر السمات المميزة للأسماك. وتتكون إما من أشواك عظمية أو أشعة تبرز من الجسم مع تغطية الجلد لها وربطها معًا، إما بطريقة مكفوفة كما هو موضح في معظم الأسماك العظمية، أو مشابهة للزعنفة كما تظهر في أسماك القرش. بصرف النظر عن الذيل أو الزعنفة الذيلية، فإن الزعانف ليس لها اتصال مباشر بالعمود الفقري وهي مدعومة بالعضلات فقط. وظيفتها الأساسية هي مساعدة الأسماك على السباحة. ويمكن أيضا استخدام الزعانف في الانزلاق أو الزحف، كما يظهر في الأسماك الطائرة والضفادع. تخدم الزعانف الموجودة في أماكن مختلفة على السمكة أغراضًا مختلفة، مثل التحرك للأمام، والالتفاف، والحفاظ على الوضع المستقيم. لكل زعنفة، هناك عدد من أنواع الأسماك التي فقدت فيها هذه الزعنفة أثناء التطور.

### الأشواك والأشعة
في الأسماك العظمية، قد تحتوي معظم الزعانف على أشواك أو أشعة. قد تحتوي الزعنفة على أشعة شوكية فقط، أو أشعة ناعمة فقط، أو مزيج من الاثنين معًا. إذا كان كلاهما موجودًا، فإن الأشعة الشوكية تكون دائمًا أمامية. تكون الأشواك بشكل عام صلبة وحادة وغير مجزأة. تكون الأشعة بشكل عام لينة ومرنة ومجزأة ويمكن أن تكون متفرعة. هذه التجزئة للأشعة هو الاختلاف الرئيسي الذي يميزها عن الأشواك؛ قد تكون الأشواك مرنة في بعض الأنواع، ولكنها لا تنقسم أبدًا.
للأشواك مجموعة متنوعة من الاستخدامات. في سمك السلور، يتم استخدامها كشكل من أشكال الدفاع؛ لدى العديد من أسماك السلور القدرة على قفل أشواكها للخارج. تستخدم الأسماك الزنادية أيضًا أشواكًا لإغلاق الشقوق لمنعها من الانسحاب.
ليبيدوتريشيا هي أشعة زعانف عظمية، ثنائية الأطراف، مجزأة موجودة في الأسماك العظمية. تتطور حول الشعيات كجزء من الهيكل الخارجي للجلد. قد تحتوي الليبيدوتريشيا على بعض الغضاريف أو العظام أيضا. هي في الواقع مجزأة وتظهر كسلسلة من الأقراص مكدسة واحدة فوق الأخرى. يعتقد أن الأساس الجيني لتشكيل أشعة الزعانف هو ترميز الجينات لبروتينات الأكتينودين1 والأكتينودين2.

### أنواع الزعانف
•الزعانف الظهرية : تقع على ظهر السمكة، وتعمل الزعانف الظهرية على منع السمك من التدحرج والمساعدة في الانعطافات والتوقفات المفاجئة. تحتوي معظم الأسماك على زعنفة ظهرية واحدة، لكن بعض الأسماك بها اثنان أو ثلاثة. في أبو الشص، يتم تعديل الجزء الأمامي من الزعنفة الظهرية إلى الأنيسون النجمي، وهو مكافئ بيولوجي لقضيب الصيد والطعم. يُطلق على العظمتين أو الثلاثة التي تدعم الزعنفة الظهرية اسم حوامل الجفن الدانية والمتوسطة والبعيدة. في الزعانف الشوكية، غالبًا ما يتم دمج الظفرة البعيدة في الوسط أو غير موجودة على الإطلاق.
•الزعانف الذيلية / الذيلية: تسمى أيضًا زعانف الذيل، وترتبط الزعانف الذيلية بنهاية السويقة الذيلية وتستخدم للدفع. السويقة الذيلية هي الجزء الضيق من جسم السمكة. المفصل فوق الجافية هو المفصل بين الزعنفة الذيلية وآخر الفقرات. غالبًا ما يكون الوخز فوق الجافية على شكل مروحة. قد يكون الذيل عبارة عن كلابية غير متجانسة، أو كلابية غير متجانسة معكوسة، أو أولية، أو ثنائية الدورة، أو كلابية منزلية.
○غير المتجانسة: تمتد الفقرات إلى الفص العلوي من الذيل، مما يجعلها أطول (كما في أسماك القرش)
○عكس كلابية غير متجانسة: تمتد الفقرات إلى الفص السفلي من الذيل، مما يجعلها أطول (كما في الأناسبيدا)
○بروتوسركال: تمتد الفقرات إلى طرف الذيل. الذيل متماثل لكنه غير ممتد (كما هو الحال في سيكلوستومي، أسلاف الفقاريات ولانسيليتس).
○ثنائي الدورة: تمتد الفقرات إلى طرف الذيل. الذيل متماثل وممتد (كما في البشير، سمك الرئة، لامبري وكولاكانث)). كان لمعظم أسماك الباليوزويز ذيل غير متجانسة ثنائي النواة.
○كلابية متجانسة: تمتد الفقرات مسافة قصيرة جدًا في الفص العلوي من الذيل؛ لا يزال الذيل يبدو متماثلًا ظاهريًا. تمتلك معظم الأسماك ذيل كلابية متجانسة، ولكن يمكن التعبير عنها في مجموعة متنوعة من الأشكال. يمكن تقريب زعنفة الذيل في النهاية، أو مقطوعة (حافة عمودية تقريبًا ، كما هو الحال في سمك السلمون)، أو متشعبة (تنتهي بشعبين)، أو مارجينات (مع منحنى طفيف إلى الداخل)، أو متصلة (زعانف ظهرية ، وذيلية، وشرجية، مثل ثعبان البحر).
●الزعانف الشرجية : تقع على السطح البطني خلف فتحة الشرج، وتستخدم هذه الزعنفة لتثبيت السمكة أثناء السباحة.
●الزعانف الصدرية : توجد في أزواج من كل جانب، وعادة ما تكون خلف الغطاء الخيشاني. الزعانف الصدرية متماثلة مع الأطراف الأمامية لرباعي الأرجل، وتساعد على المشي في العديد من أنواع الأسماك مثل بعض أسماك الصياد والطيور الطينية. إحدى الوظائف المميزة للزعانف الصدرية، والتي تم تطويرها بشكل كبير في بعض الأسماك، هي تكوين قوة الرفع الديناميكية التي تساعد بعض الأسماك مثل أسماك القرش في الحفاظ على العمق، كما تتيح «الطيران» للأسماك الطائرة. قد تتكيف أشعة معينة من الزعانف الصدرية لتتحول إلى نتوءات شبيهة بالأصابع، كما هو الحال في روبينز البحر والحزام الطائر.
○«الزعانف الرأسية»: إن «قرون» أسماك شيطان البحر وأقاربها، والتي تسمى أحيانا الزعانف الرأسية، هي في الواقع تعديل للجزء الأمامي من الزعنفة الصدرية.
●زعانف الحوض / البطنية : توجد في أزواج على كل جانب بشكل بطني أسفل الزعانف الصدرية، زعانف الحوض متماثلة مع الأطراف الخلفية لرباعي الأرجل. إنها تساعد الأسماك في الصعود أو النزول عبر الماء، والاستدارة بحدة، والتوقف بسرعة. في الجوبيون، غالبًا ما يتم دمج زعانف الحوض في قرص مصاصة واحد يمكن استخدامه لربط الأشياء.
●الزعنفة الدهنية : زعنفة طرية لحمية توجد على الظهر خلف الزعنفة الظهرية وأمام الزعنفة الذيلية مباشرة. وهي غائبة في العديد من عائلات الأسماك، ولكنها توجد في السالمونيدية، وسمك السلور. ظلت وظيفتها غامضة، وكثيرًا ما يتم قصها لتمييز الأسماك التي تربى في المفرخات، على الرغم من أن البيانات من عام 2005 أظهرت أن سمك السلمون المرقط مع زعنفته الدهنية المستأصلة له تردد ذيل أعلى بنسبة 8٪. اقترح بحث إضافي نُشر في عام 2011 أن الزعنفة قد تكون حيوية للكشف عن المنبهات والاستجابة لها مثل اللمس والصوت والتغيرات في الضغط. حدد باحثون كنديون شبكة عصبية في الزعنفة، مما يشير إلى أنه من المحتمل أن يكون لها وظيفة حسية، لكنهم ما زالوا غير متأكدين تماما من عواقب إزالتها.
●العارضة الذيلية: نتوء جانبي ، يتكون عادة من حلق، على السويقة الذيلية أمام زعنفة الذيل مباشرة. توجد في بعض أنواع أسماك السباحة السريعة، وهي توفر الاستقرار والدعم للزعنفة الذيلية، مثل عارضة السفن. قد يكون هناك عارضة زوجية واحدة، واحدة على كل جانب ، أو زوجان فوق وتحت.
●الزعانف الصغيرة : الزعانف الصغيرة بوجه عام بين الزعنفة الظهرية والذيلية، ولكنها قد يكون أيضا بين الزعنفة الشرجية والزعنفة الذيلية. في البيشيرات، توجد فقط الزعانف على السطح الظهري ولا توجد زعنفة ظهرية. في بعض الأسماك مثل التونة أو الساورات، تكون عديمة الشعاع وغير قابلة للسحب وتوجد بين الزعنفة الظهرية أو الشرجية الأخيرة والزعنفة الذيلية.

## أعضاء داخلية

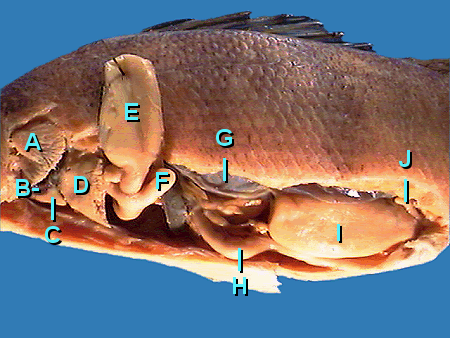
الأعضاء الداخلية لذكور الفرخ الأصفر: A=الخيشوم، B=الأذين القلبي، C=البطين القلبي، D=الكبد(القطع)، E=المعدة، F=البواب، G=المثانة العائمة، H=الأمعاء، I=الخصية، J=المثانة البولية.

### أمعاء
كما هو الحال مع الفقاريات الأخرى، تتكون أمعاء الأسماك من جزأين الأمعاء الدقيقة والأمعاء الغليظة. في معظم الفقاريات العليا، تنقسم الأمعاء الدقيقة إلى الإثني عشر وأجزاء أخرى. في الأسماك، لا تكون انقسامات الأمعاء الدقيقة واضحة، ويمكن استخدام مصطلحات الأمعاء الأمامية أو الأمعاء القريبة بدلاً من الاثني عشر. في الأسماك العظمية، تكون الأمعاء قصيرة نسبيًا، وعادة ما تكون حوالي مرة ونصف من طول جسم السمكة. عادة ما تحتوي على عدد من أعصاب البواب، وهي عبارة عن هياكل صغيرة تشبه الجيوب بطولها تساعد على زيادة مساحة السطح الكلية للعضو من أجل هضم الطعام. لا يوجد صمام الأمعاء في عظميات-سمك، مع تحديد الحدود بين الأمعاء الدقيقة والمستقيم فقط بنهاية الظهارة الهضمية. لا توجد الأمعاء الدقيقة على هذا النحو في الأسماك غير المكتملة، مثل أسماك القرش وسمك الحفش وسمك الرئة. وبدلاً من ذلك، يشكل الجزء الهضمي من الأمعاء أمعاء لولبية تربط المعدة بالمستقيم. في هذا النوع من الأمعاء، تكون الأمعاء نفسها مستقيمة نسبيًا، ولكن لها طية طويلة تمتد على طول السطح الداخلي بطريقة لولبية، أحيانًا لعشرات المنعطفات. تخلق هذه الطية بنية شبيهة بالصمام تزيد بشكل كبير من مساحة السطح والطول الفعال للأمعاء. تشبه بطانة الأمعاء الحلزونية تلك الموجودة في الأمعاء الدقيقة في العظميات ورباعية الأرجل غير الثديية. في الجلكى، يكون الصمام الحلزوني صغيرًا للغاية، ربما لأن نظامهم الغذائي يتطلب القليل من الهضم. لا تحتوي أسماك الهاخ على صمام حلزوني على الإطلاق، حيث يحدث الهضم لكامل طول الأمعاء تقريبًا، والتي لا تنقسم إلى مناطق مختلفة.

### أعور البواب
أعور البواب عبارة عن كيس، عادة ما يكون بريتوني، في بداية الأمعاء الغليظة. يستقبل المواد البرازية من الدقاق، ويتصل بالقولون الصاعد للأمعاء الغليظة. إنه موجود في معظم السلى، وكذلك في الرئة. بالإضافة إلى ذلك ، تمتلك العديد من الأسماك عددًا من الجيوب الخارجية الصغيرة، وتسمى أيضًا البواب البوابى، على طول أمعائها. على الرغم من الاسم فهي ليست متجانسة مع أعور السلى. الغرض منها هو زيادة مساحة السطح الكلية الظهارة في الجهاز الهضمي، وبالتالي تحسين امتصاص السكريات والأحماض الأمينية وثنائي الببتيدات، من بين العناصر الغذائية الأخرى.

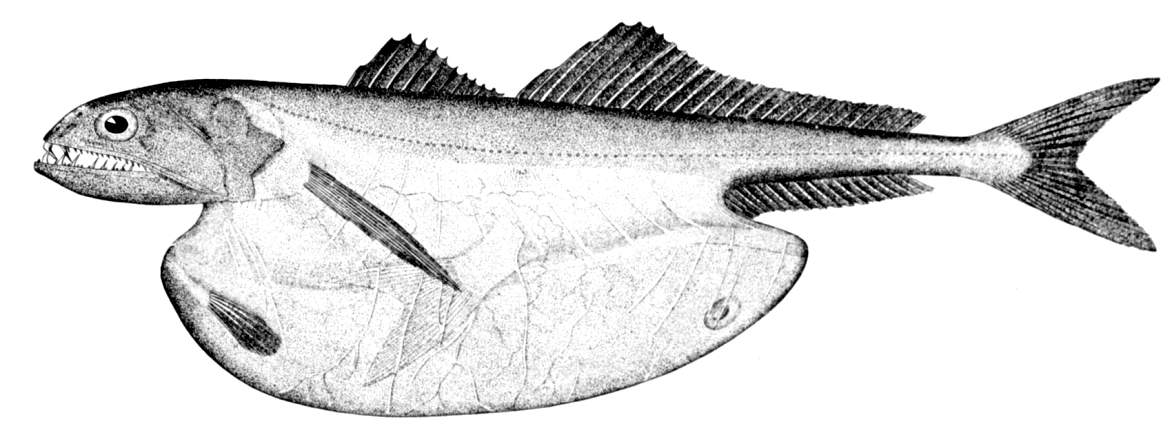
السنونو الأسود هو نوع من أسماك أعماق البحار مع معدة قابلة للتمدد مما يسمح لها بابتلاع الأسماك الأكبر حجما منها.

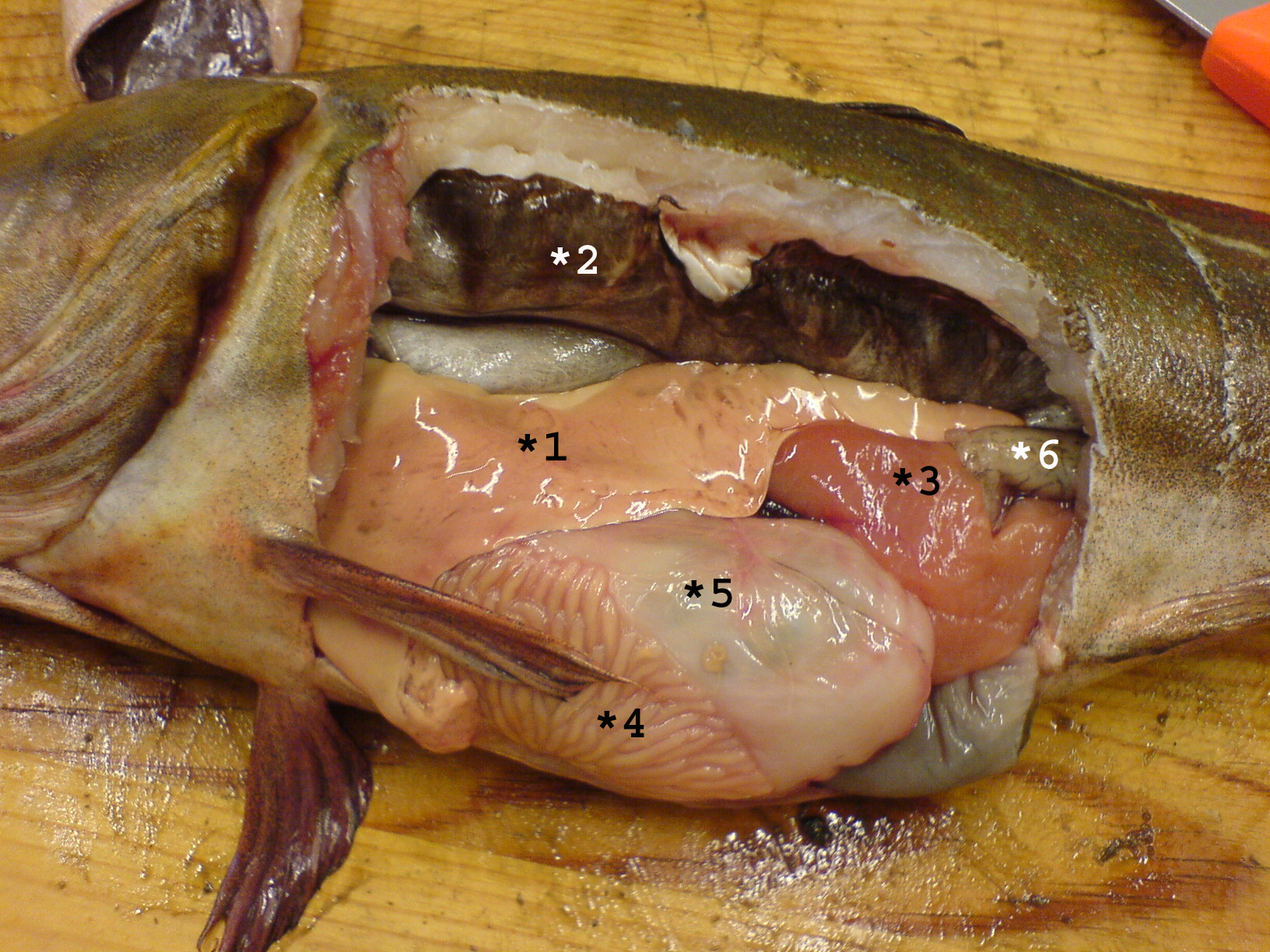
الأعضاء الداخلية لأنثى القد الأطلسي: 1=الكبد، 2=المثانة الغازية، 3=المبيض، 4=البواب، 5=المعدة، 6=الأمعاء.

### معدة
كما هو الحال مع الفقاريات الأخرى، تظل المواضع النسبية لفتحات المريء والإثني عشر للمعدة ثابتة نسبيا. نتيجة لذلك، تنحني المعدة دائمًا إلى حد ما إلى اليسار قبل أن تنحني للخلف لتلتقي المصرة البوابية. ومع ذلك، فإن الجلكى، وأسماك الهاج، والكيميرا، وسمك الرئة، وبعض الأسماك البعيدة ليس لديها معدة على الإطلاق، مع فتح المريء مباشرة إلى الأمعاء. تستهلك هذه الأسماك أنظمة غذائية إما تتطلب القليل من تخزين الطعام، أو لا تتطلب الهضم المسبق مع العصائر المعدية، أو كليهما.

### الكلى
عادة ما تكون كلى الأسماك عبارة عن أعضاء ضيقة وممدودة، وتحتل جزءا كبيرا من الجذع. وهي تشبه الكلية المتوسطة للفقاريات العليا (الزواحف والطيور والثدييات). تحتوي الكلى على مجموعات من النيفرون، يتم خدمتها عن طريق تجميع القنوات التي تصب عادة في قناة كلوية متوسطة. ومع ذلك، فإن الوضع ليس دائمًا بهذه البساطة. في الأسماك الغضروفية، توجد أيضًا قناة أقصر تقوم بتصريف الأجزاء الخلفية (ميتانيفريك) من الكلى، وتنضم مع القناة المتوسطة الكلوية في المثانة أو المذرق. في الواقع، في العديد من الأسماك الغضروفية، قد يتدهور الجزء الأمامي من الكلى أو يتوقف عن العمل تمامًا عند البالغين. تعتبر كليتا سمك الهاشوك واللامبري بسيطة بشكل غير عادي. وهي تتكون من صف من النيفرون، كل منها يفرغ مباشرة في القناة الوسيطة تظهر كلية بعض الأسماك أجزائها الثلاثة مثل البلطي النيلي. كليتي الرأس والجذع والذيل. لا تحتوي الأسماك على غدة كظرية منفصلة ذات قشرة ونخاسة مميزة، مماثلة لتلك الموجودة في الثدييات. تقع الخلايا بين الكلى وخلايا الكرومافين داخل كلية الرأس.

### طحال
يوجد الطحال في جميع الفقاريات تقريبًا. إنه عضو غير حيوي، يشبه في هيكله العقدة الليمفاوية الكبيرة. يعمل بشكل أساسي كمرشح للدم، ويلعب أدوارًا مهمة فيما يتعلق بخلايا الدم الحمراء وجهاز المناعة. في الأسماك الغضروفية والعظمية، يتكون بشكل أساسي من لب أحمر وعادة ما يكون عضوًا ممدودًا إلى حد ما لأنه يقع في الواقع داخل البطانة المصلية للأمعاء. الفقاريات الوحيدة التي تفتقر إلى الطحال هي الجلكى وأسماك الهاج. حتى في هذه الحيوانات، توجد طبقة منتشرة من الأنسجة المكونة للدم داخل جدار القناة الهضمية، والتي لها بنية مشابهة لبنية اللب الأحمر، ويفترض أنه متماثل مع طحال الفقاريات العليا.

### كبد
الكبد عضو حيوي كبير موجود في جميع الأسماك. لديها مجموعة واسعة من الوظائف، بما في ذلك إزالة السموم، وتخليق البروتين، وإنتاج المواد الكيميائية الحيوية اللازمة للهضم. إنه عرضة للتلوث بالمركبات العضوية وغير العضوية لأنها يمكن أن تتراكم بمرور الوقت وتسبب ظروفًا قد تهدد الحياة. نظرا لقدرة الكبد على إزالة السموم وتخزين المكونات الضارة، غالبا ما يتم استخدامه كعلامة بيولوجية بيئية.

### قلب

يتدفق الدم عبر القلب: الجيوب الوريدية والأذين والبطين والسبيل الخارج.

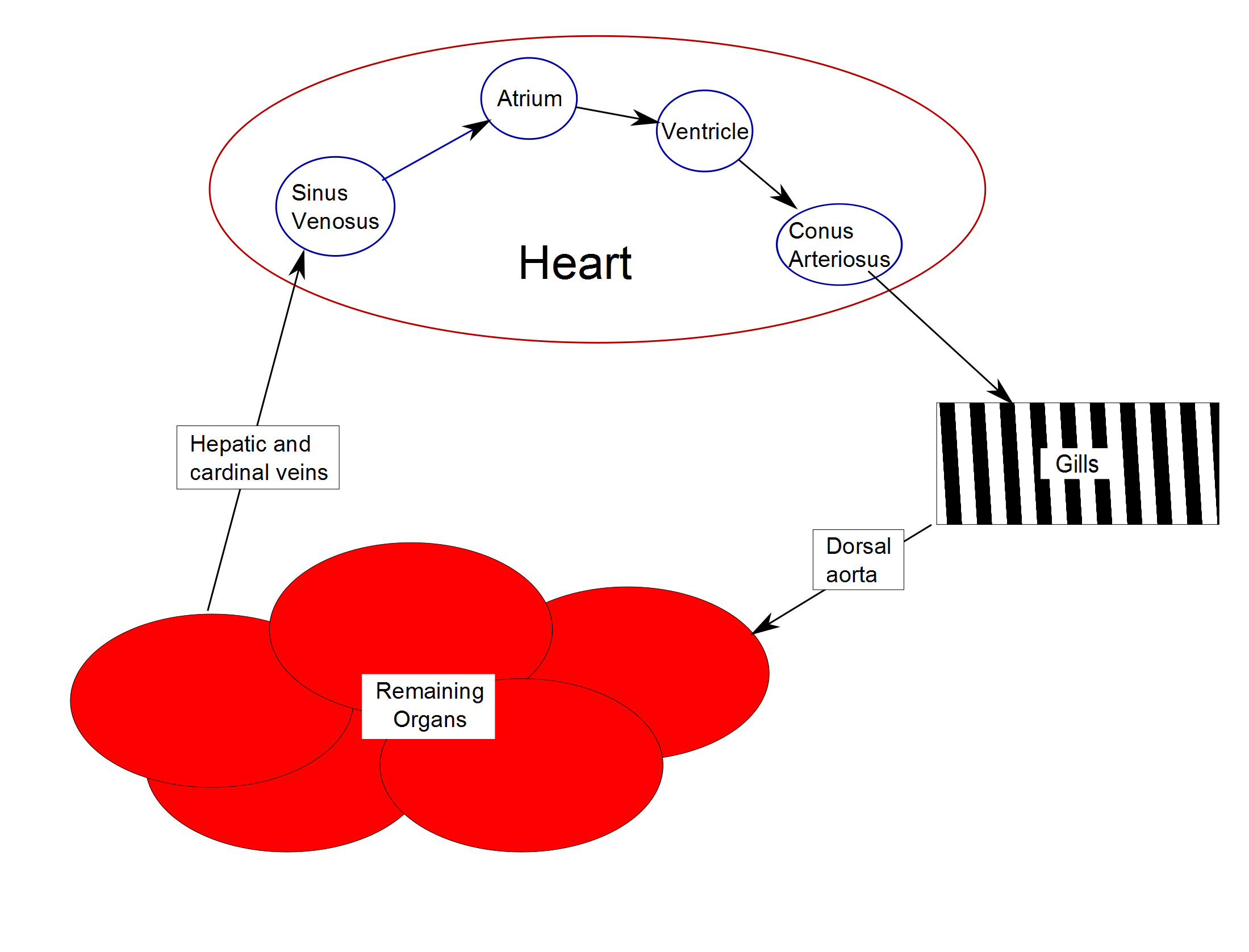
دورة القلب والأوعية الدموية في سمكة.

تحتوي الأسماك على ما يوصف غالبًا بأنه قلب من غرفتين، يتكون من أتريوم واحد لتلقي الدم وبطين واحد لضخه، على عكس ثلاث غرف (أذينان، وبطين واحد) من البرمائيات ومعظم الزواحف قلوب وأربع غرف (أذينان، بطينان) من قلوب الثدييات والطيور. ومع ذلك، يحتوي قلب السمكة على حجرات دخول وخروج يمكن أن تسمى حجرات، لذلك توصف أحيانًا بأنها ذات ثلاث غرف، أو بأربع غرف، اعتمادًا على ما يتم احتسابه على أنه حجرة. يُعتبر الأذين والبطين أحيانًا «حجرات حقيقية»، بينما يُعتبر الآخرون «حجرات ملحقة». 
يتم ترتيب الأقسام الأربعة بالتسلسل:
1-الجيوب الوريدية : كيس أو خزان رقيق الجدران به بعض عضلات القلب التي تجمع الدم غير المؤكسج عبر الأوردة الكبدية والكاردينالية الواردة.
2-الأذين: غرفة عضلية ذات جدران سميكة ترسل الدم إلى البطين. 
3-البطين: غرفة عضلية سميكة الجدران تضخ الدم إلى الجزء الرابع، مسار التدفق. يختلف شكل البطين اختلافًا كبيرًا، وعادة ما يكون أنبوبيًا في الأسماك ذات الأجسام الممدودة، أو الهرمي مع قاعدة مثلثة في البعض الآخر، أو أحيانًا يشبه الكيس في بعض الأسماك البحرية. 
4-مسار التدفق الخارجي: يذهب إلى الشريان الأورطي البطني ويتكون من المخروط الشرياني الأنبوبي أو البصلة الشريانية أو كليهما. يتعاقد المخروط الشرياني، الذي يوجد عادة في الأنواع الأكثر بدائية من الأسماك، للمساعدة في تدفق الدم إلى الشريان الأورطي، بينما لا يحدث ذلك في البصلة الشريانية.
الصمامات العظمية، التي تتكون من الأنسجة الضامة الشبيهة بالرفرف، تمنع الدم من التدفق للخلف عبر الحجيرات. يسمى الصمام العظمي بين الوريد الجيبي والأذين بالصمام الجيبي الأذيني، والذي ينغلق أثناء انقباض البطين. يوجد بين الأذين والبطين صمام عظمي يسمى الصمام الأذيني البطيني ، ويوجد بين البصلة الشريانية والبطين صمام عظمي يسمى الصمام البصلي البطيني. يحتوي المخروط الشرياني على عدد متغير من الصمامات الهلالية.
يقوم الشريان الأورطي البطني بتوصيل الدم إلى الخياشيم حيث يتأكسج ويتدفق عبر الأبهر الظهري إلى باقي أجزاء الجسم. (في رباعيات الأرجل، ينقسم الشريان الأورطي البطني إلى قسمين؛ يشكل النصف الأول الشريان الأبهر الصاعد، بينما يشكل النصف الآخر الشريان الرئوي). 
أنظمة الدورة الدموية لجميع الفقاريات مغلقة. تمتلك الأسماك أبسط جهاز دوري، يتكون من دائرة واحدة فقط، حيث يتم ضخ الدم عبر الشعيرات الدموية للخياشيم وإلى الشعيرات الدموية في أنسجة الجسم. وهذا ما يعرف بدورة الدورة الواحدة.
في الأسماك البالغة، لا يتم ترتيب المقصورات الأربعة في صف مستقيم، وبدلاً من ذلك تشكل الحجرات على شكل حرف S مع وجود الجزأين الأخيرين فوق الجزأين السابقتين. يوجد هذا النمط الأبسط نسبيًا في الأسماك الغضروفية والأسماك ذات الزعانف. في العظميات، يكون المخروط الشرياني صغيرًا جدًا ويمكن وصفه بشكل أكثر دقة بأنه جزء من الشريان الأبهر بدلاً من القلب الصحيح. المخروط الشرياني غير موجود في أي سلويات، ويفترض أنه قد تم امتصاصه في البطينين على مدار التطور. وبالمثل، في حين أن الجيوب الوريدية موجودة كهيكل أثري في بعض الزواحف والطيور، إلا أنها تمتص في الأذين الأيمن ولم يعد من الممكن تمييزها.

### مثانة هوائية
المثانة الهوائية أو المثانة الغازية هي عضو داخلي يساهم في قدرة السمكة على التحكم في طفوها، وبالتالي البقاء عند عمق الماء الحالي، أو الصعود، أو النزول دون الحاجة إلى إهدار الطاقة في السباحة. توجد المثانة فقط في الأسماك العظمية. في المجموعات الأكثر بدائية مثل بعض الليوسكين، والبيتشير، والسمكة الرئوية، تكون المثانة مفتوحة للمريء وتتضاعف كرئة. غالبًا ما يكون غائبًا في أسماك السباحة السريعة مثل عائلات التونة والماكريل. تسمى الأسماك ذات المثانة المفتوحة للمريء فيزوستومات، بينما تسمى الأسماك ذات المثانة المغلقة بقوائم فيزيائية. في الحالة الأخيرة، يتم التحكم في محتوى الغاز في المثانة من خلال شبكية ميرابيليس، وهي شبكة من الأوعية الدموية التي تؤثر على تبادل الغازات بين المثانة والدم

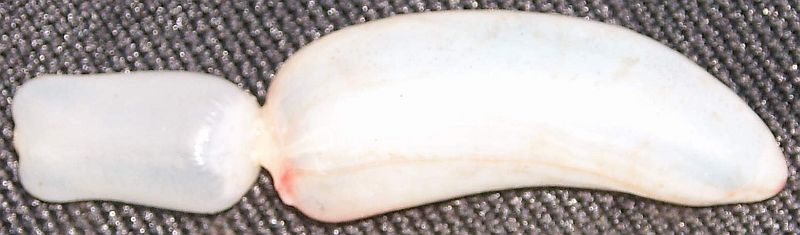
المثانة السباحة في رود

### جهاز ويبيري
تمتلك أسماك الرتبة الفائقة أوستاريفيات بنية تسمى جهاز ويبيريان، وهو تعديل يسمح لها بالاستماع بشكل أفضل. قد تفسر هذه القدرة النجاح المميز للأسماك الأوستارية. يتكون الجهاز من مجموعة من العظام تعرف باسم عظميات ويبيريان، وهي سلسلة من العظام الصغيرة التي تربط الجهاز السمعي بالمثانة الهوائية للأسماك. تربط العظيمات جدار المثانة الغازي بالجيوب الليمفاوية على شكل Y بجوار القناة العرضية المليئة باللمف التي تربط بين حويصلات الأذنين اليمنى واليسرى. وهذا ما يسمح بنقل الاهتزازات إلى الأذن الداخلية. يتكون جهاز ويبيريان الذي يعمل بكامل طاقته من المثانة السباحة وعظميات ويبيريان وجزء من العمود الفقري الأمامي وبعض العضلات والأربطة.

## الأعضاء التناسلية

تشمل الأعضاء التناسلية للأسماك الخصيتين والمبيضين. في معظم الأنواع، تكون الغدد التناسلية عبارة عن أعضاء مقترنة بنفس الحجم، والتي يمكن أن تلتحم جزئيًا أو كليًا. قد يكون هناك أيضًا مجموعة من الأعضاء الثانوية التي تزيد من اللياقة الإنجابية. الحليمة التناسلية عبارة عن أنبوب سمين صغير يقع خلف فتحة الشرج في بعض الأسماك حيث يتم إطلاق الحيوانات المنوية أو البويضات؛ غالبًا ما يمكن تحديد جنس السمكة من خلال شكل حليمة الأسماك.

### الاختبارات
معظم ذكور الأسماك لها خصيتان متماثلتان في الحجم. في حالة أسماك القرش، عادة ما تكون الخصية الموجودة في الجانب الأيمن أكبر. تمتلك السمكة البدائية عديمة الفك خصية واحدة فقط تقع في خط الوسط من الجسم، على الرغم من أن هذا يتشكل من اندماج الهياكل المزدوجة في الجنين.
تحت قشرة غشائية صلبة، تحتوي الغلالة البيضاء، خصية بعض الأسماك البعيدة، على أنابيب ملفوفة دقيقة جدًا تسمى الأنابيب المنوية. الأنابيب مبطنة بطبقة من الخلايا (الخلايا الجرثومية) التي تتطور من سن البلوغ إلى الشيخوخة إلى خلايا منوية (تُعرف أيضًا باسم الحيوانات المنوية أو الأمشاج الذكرية). تنتقل الحيوانات المنوية النامية عبر الأنابيب المنوية إلى الخصية الشبكية الموجودة في الخصية المنصف، إلى القنوات الصادرة، ثم إلى البربخ حيث تنضج خلايا الحيوانات المنوية المنشأة حديثًا (انظر تكوين الحيوانات المنوية). تنتقل الحيوانات المنوية إلى الأسهر، وتُطرد في النهاية من خلال مجرى البول وخارج فتحة مجرى البول من خلال التقلصات العضلية.
ومع ذلك، فإن معظم الأسماك لا تمتلك نبيبات منوية. بدلاً من ذلك، يتم إنتاج الحيوانات المنوية في هياكل كروية تسمى أمبولات الحيوانات المنوية. هذه هي الهياكل الموسمية، وتطلق محتوياتها خلال موسم التكاثر ثم يعيد الجسم امتصاصها. قبل موسم التكاثر التالي، تبدأ أمبولات الحيوانات المنوية الجديدة في التكون وتنضج. تكون الأمبولات متطابقة بشكل أساسي مع الأنابيب المنوية في الفقاريات العليا، بما في ذلك نفس مجموعة أنواع الخلايا.
فيما يتعلق بتوزيع الحيوانات المنوية، فإن بنية الخصيتين عن بعد لها نوعان: في الأكثر شيوعًا، تحدث الحيوانات المنوية على طول الأنابيب المنوية، بينما في الأثيرينومورفا، تقتصر على الجزء البعيد من هذه الهياكل. يمكن أن تقدم الأسماك تكوين الحيوانات المنوية الكيسي أو شبه الكيسي فيما يتعلق بمرحلة إطلاق الخلايا الجرثومية في الخراجات إلى تجويف الأنابيب المنوية.

### المبايض
العديد من السمات الموجودة في المبيض مشتركة بين جميع الفقاريات، بما في ذلك وجود الخلايا الجرابية والغلالة البيضاء قد يكون هناك مئات أو حتى ملايين من البويضات المخصبة موجودة في مبيض السمكة في أي وقت. قد يتطور البيض الطازج من الظهارة الجرثومية طوال الحياة. توجد أكياس الجسم الأصفر في الثدييات فقط، وفي بعض الأسماك الغضروفية؛ في الأنواع الأخرى، يتم امتصاص بقايا الجريب بسرعة بواسطة المبيض. غالبًا ما يحتوي مبيض التليوستس على مساحة مجوفة مملوءة بالليمفاوية تنفتح على قناة البيض، والتي يتم فيها إلقاء البويضات. معظم إناث الأسماك الطبيعية لها مبيضان. في بعض الامتيازات، يتطور المبيض الأيمن فقط بشكل كامل. في الأسماك البدائية الخالية من الفك وبعض التليوستات، يوجد مبيض واحد فقط، يتكون من اندماج الأعضاء المزدوجة في الجنين.
قد يكون مبيض الأسماك من ثلاثة أنواع: الجمباز، الجمباز الثانوي أو كيس المبيض. في النوع الأول، يتم إطلاق البويضات مباشرة في التجويف الجوفي ثم تدخل الفوهة، ثم من خلال قناة البيض ويتم التخلص منها. تفرز المبايض الثانوية البويضات في اللولب الذي ينتقل منه مباشرة إلى قناة البيض. في النوع الثالث، يتم نقل البويضات إلى الخارج من خلال قناة البيض.. العاريات هي الحالة البدائية الموجودة في أسماك الرئة وسمك الحفش والبوفين. يميز كيس المبيض معظم التليوستات، حيث يكون تجويف المبيض متواصلا مع قناة البيض.. تم العثور على الجمنازيوم الثانوي في السلمون وعدد قليل من التليوستات الأخرى.

## الجهاز العصبي

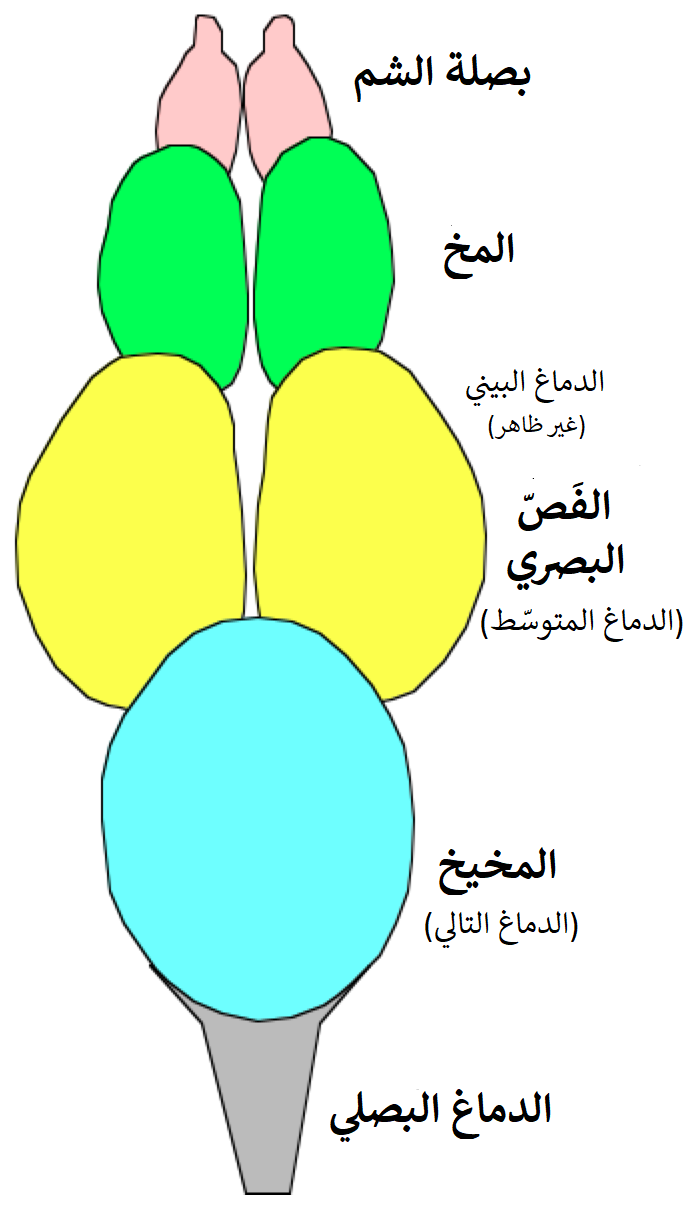
منظر ظهري لدماغ تراوت قوس قزح

### الجهاز العصبي المركزي
تمتلك الأسماك عادةً أدمغة صغيرة جدًا بالنسبة إلى حجم الجسم مقارنةً بالفقاريات الأخرى، وعادةً ما تكون واحدة على خمسة عشر من الكتلة الدماغية لطائر أو حيوان ثديي بحجم مماثل.ومع ذلك، فان بعض الأسماك لديها أدمغة كبيرة نسبيا، وأبرزها فيلة المياه العذبة وأسماك القرش، التي لديها أدمغة ضخمة بالنسبة إلى وزن الجسم مثل الطيور والجرابيات.

تنقسم أدمغة الأسماك إلى عدة مناطق. يوجد في المقدمة الفصوص الشمية، وهي زوج من الهياكل التي تستقبل وتعالج الإشارات من الخياشيم عبر العصبين الشميين. على غرار الطريقة التي يشم بها البشر المواد الكيميائية في الهواء، تشم الأسماك رائحة المواد الكيميائية في الماء عن طريق تذوقها. الفصوص الشمية كبيرة جدًا في الأسماك التي تصطاد أساسًا عن طريق الرائحة، مثل سمك الجريث وأسماك القرش وسمك السلور. يوجد خلف الفص الشمي الدماغ البيني ثنائي الفصوص، وهو المكافئ البنيوي للدماغ في الفقاريات العليا. في الأسماك، يهتم الدماغ البيني في الغالب بالشم. تشكل هذه الهياكل معًا الدماغ الأمامي.
يرتبط الدماغ الأمامي بالدماغ المتوسط عبر الدماغ البيني (في الرسم التخطيطي، هذا الهيكل يقع أسفل الفصوص البصرية وبالتالي يكون غير مرئي). يؤدي الدماغ البيني الوظائف المرتبطة بالهرمونات والتوازن. يقع الجسم الصنوبرية فوق الدماغ البيني. تكتشف هذه البنية الضوء وتحافظ على إيقاعات الساعة البيولوجية وتتحكم في تغيرات اللون. يحتوي الدماغ الوسطي أو الدماغ المتوسط على فصين بصريين. وهي كبيرة جدا في الأنواع التي تصطاد بالعين المجردة، مثل السلمون المرقط والبلطي.
يشارك الدماغ المؤخر أو الدماغ بشكل خاص في السباحة والتوازن.المخيخ عبارة عن هيكل أحادي الفص وهو عادة ما يشكل الجزء الأكبر من الدماغ. يمتلك سمك العفاري والامبري دماغا صغيرا نسبيًا، في حين أن مخيخ المورميريد ضخم ومن الواضح أنه يشارك في احساسها الكهربائي.
جذع الدماغ أو الدماغ النخاعي هو الجزء الخلفي من الدماغ. بالإضافة إلى التحكم في بعض العضلات وأعضاء الجسم، في الأسماك العظمية على الأقل، يتحكم جذع الدماغ في التنفس وتنظيم التناضح.
الفقاريات هي المجموعة الحبلية الوحيدة التي تظهر دماغًا مناسبًا. تم العثور على تورم طفيف في الطرف الأمامي من الحبل العصبي الظهري في الحشوات، على الرغم من أنها تفتقر إلى العيون وأعضاء الحواس المعقدة الأخرى المماثلة لتلك الموجودة في الفقاريات. الحبليات الأخرى لا تظهر أي اتجاهات نحو تخلق الرأس. يعتمد الجهاز العصبي المركزي على أنبوب عصبي أجوف يمتد بطول الحيوان، يتفرع منه الجهاز العصبي المحيطي لتعصب مختلف الأنظمة. يتم توسيع الطرف الأمامي للأنبوب العصبي عن طريق زيادة سماكة الجدران وتوسيع القناة المركزية للحبل الشوكي إلى ثلاث حويصلات دماغية أولية؛ ثم تم التمييز بين الدماغ الأمامي (الدماغ الأمامي) والدماغ المتوسط (الدماغ المتوسط) والدماغ المعيني (الدماغ الخلفي) في مجموعات الفقاريات المختلفة. تتشكل عينان موضوعتان جانبياً حول نواتج من الدماغ المتوسط، باستثناء أسماك الهاج، على الرغم من أن هذا قد يكون خسارة ثانوية. تم تطوير الدماغ الأمامي جيدًا وينقسم في معظم رباعيات الأرجل، بينما يسيطر الدماغ المتوسط على العديد من الأسماك وبعض السمندر. عادة ما يتم إقران حويصلات الدماغ الأمامي، مما يؤدي إلى ظهور نصفي الكرة الأرضية مثل نصفي الكرة المخية في الثدييات. يعتبر التشريح الناتج للجهاز العصبي المركزي، مع حبل عصبي بطني واحد مجوف تعلوه سلسلة من الحويصلات (غالبًا ما تكون مقترنة) وتعتبر فريدة من نوعها بالنسبة للفقاريات.

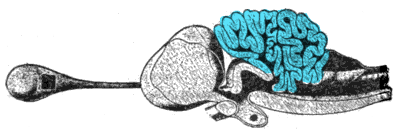
المقطع العرضي لدماغ سمكة القرش البوربيجل مع ابراز المخيخ.

### المخيخ
تتشابه الدوائر الموجودة في المخيخ في جميع فئات الفقاريات، بما في ذلك الأسماك والزواحف والطيور والثدييات. هناك أيضًا بنية دماغية مماثلة في رأسيات الأرجل ذات أدمغة متطورة، مثل الأخطبوطات. تم اعتبار هذا كدليل على أن المخيخ يؤدي وظائف مهمة لجميع أنواع الحيوانات التي لديها دماغ.
هناك تباين كبير في حجم وشكل المخيخ في أنواع الفقاريات المختلفة. في البرمائيات والجلكيات وسمك الهاج، يكون المخيخ قليل التطور؛ في المجموعتين الأخيرتين، بالكاد يمكن تمييزه عن جذع الدماغ. على الرغم من وجود المخيخ الشوكي في هذه المجموعات، إلا أن الهياكل الأساسية هي نوى صغيرة مقترنة تتوافق مع الدهليز المخيخي.
مخيخ الأسماك الغضروفية والعظامية كبيرة ومعقدة بشكل غير عادي. في جانب واحد مهم على الأقل، يختلف في البنية الداخلية عن مخيخ الثدييات: لا يحتوي مخيخ السمكة على نوى مخيخية عميقة منفصلة. وبدلاً من ذلك، فإن الأهداف الأساسية لخلايا بركنجي هي نوع متميز من الخلايا موزعة عبر قشرة المخيخ، وهو نوع غير موجود في الثدييات. في أسماك المورميريد (عائلة من أسماك المياه العذبة ضعيفة الحساسية للكهرباء)، يكون المخيخ أكبر بكثير من بقية الدماغ مجتمعة. الجزء الأكبر منه عبارة عن هيكل خاص يسمى الصمامات، والذي يتميز بهندسة معمارية منتظمة بشكل غير عادي ويتلقى الكثير من مدخلاته من النظام الحسي الكهربائي.

تمتلك معظم أنواع الأسماك والبرمائيات نظام خط جانبي يستشعر موجات الضغط في الماء. واحدة من مناطق الدماغ التي تتلقى المدخلات الأولية من عضو الخط الجانبي، نواة الأوكتافولاتاليس الإنسي (نواة ثمانية جانبية وسيطة)، لها بنية تشبه المخيخ، مع خلايا حبيبية وألياف متوازية. في الأسماك الحساسة للكهرباء، تذهب المدخلات من النظام الحسي الكهربائي إلى النواة الظهرية الثمانية، والتي لها أيضًا بنية تشبه المخيخ. في الأسماك ذات الزعانف الشعاعية (المجموعة الأكبر إلى حد بعيد)، يحتوي التكتوم البصري على طبقة - الطبقة الهامشية - تشبه المخيخ.

### تحديد الخلايا العصبية
يتم «تحديد» الخلية العصبية إذا كانت لها خصائص تميزها عن أي خلية عصبية أخرى في نفس الحيوان - خصائص مثل الموقع والناقل العصبي، ونمط التعبير الجيني والاتصال - وإذا كان لكل كائن حي ينتمي إلى نفس النوع خلية عصبية واحدة فقط لها نفس مجموعة الخصائص. في الجهاز العصبي للفقاريات ، «يتم تحديد» عدد قليل جدًا من الخلايا العصبية بهذا المعنى (يعتقد أنه لا يوجد أي خلايا عصبية في البشر). في النظم العصبية الأبسط، قد تكون بعض الخلايا العصبية أو كلها فريدة من نوعها.
في الفقاريات، أشهر الخلايا العصبية المعروفة هي خلايا ماوثنر العملاقة للأسماك. تحتوي كل سمكة على خليتين من خلايا ماوثنر، تقعان في الجزء السفلي من جذع الدماغ، واحدة على الجانب الأيسر والأخرى على اليمين. تحتوي كل خلية من خلايا ماوثنر على محور عصبي يعبر الخلايا العصبية في نفس مستوى الدماغ ثم ينتقل إلى أسفل عبر الحبل الشوكي، مما يؤدي إلى إجراء العديد من الاتصالات أثناء انتقاله. إن نقاط الاشتباك العصبي التي تولدها خلية ماوثنر قوية للغاية لدرجة أن جهد الفعل الفردي يؤدي إلى استجابة سلوكية رئيسية: في غضون أجزاء من الألف من الثانية، تنحني السمكة جسمها إلى شكل C، ثم تستقيم، وبالتالي تدفع نفسها بسرعة إلى الأمام. من الناحية الوظيفية، هذه استجابة سريعة للهروب، يتم تشغيلها بسهولة أكبر عن طريق موجة صوتية قوية أو موجة ضغط تصطدم بعضو الخط الجانبي للأسماك. ليست خلايا ماوثنر هي الخلايا العصبية الوحيدة التي تم تحديدها في الأسماك - فهناك حوالي 20 نوعًا آخر ، بما في ذلك أزواج من «نظائر خلية ماوثنر» في كل نواة قطعية شوكية. على الرغم من أن خلية ماوثنر قادرة على إحداث استجابة هروب من تلقاء نفسها، في سياق السلوك العادي، عادةً ما تساهم أنواع أخرى من الخلايا في تشكيل اتساع واتجاه الاستجابة.
تم وصف خلايا ماوثنر بأنها عصبونات قيادة. الخلايا العصبية القيادية هو نوع خاص من الخلايا العصبية التي تم تحديدها، وتعرف على أنها خلايا عصبية قادرة على قيادة سلوك معين من تلقاء نفسها. تظهر مثل هذه الخلايا العصبية بشكل أكثر شيوعا في أنظمة الهروب السريع للأنواع المختلفة - المحوار العملاق للحبار والمشابك العملاقة للحبار، المستخدمة في التجارب الرائدة في الفسيولوجيا العصبية بسبب حجمها الهائل، وكلاهما يشارك في دائرة الهروب السريع للحبار. ومع ذلك ، أصبح مفهوم الخلايا العصبية القيادية مثيرًا للجدل، بسبب الدراسات التي أظهرت أن بعض الخلايا العصبية التي بدت في البداية مناسبة للوصف كانت في الحقيقة قادرة فقط على إثارة استجابة في مجموعة محدودة من الظروف.

## الجهاز المناعي
تختلف أجهزة المناعة حسب نوع الأسماك. في الأسماك عديمة الفك (الجلكى وسمك الهاخ)، الأعضاء اللمفاوية الحقيقية غائبة. تعتمد هذه الأسماك على مناطق الأنسجة اللمفاوية داخل الأعضاء الأخرى لإنتاج الخلايا المناعية. على سبيل المثال، يتم إنتاج خلايا الدم الحمراء والضامة وخلايا البلازما في الكلية الأمامية (أو سليفة الكلوة) وبعض المناطق من القناة الهضمية (حيث تنضج الخلايا الحبيبية). إنها تشبه نخاع العظام البدائي في أسماك الهاج.
تتمتع الأسماك الغضروفية (أسماك القرش والشفنين) بجهاز مناعي أكثر تقدمًا. لديهم ثلاثة أعضاء متخصصة تنفرد بها الغضروف؛ وفوق الأعضاء التناسلية الجنينية (الأنسجة اللمفاوية المشابهة لعظم الثدييات) التي تحيط بالغدد التناسلية وعضو ليديج داخل جدران المريء والصمام الحلزوني في الأمعاء. تحتوي هذه الأعضاء على خلايا مناعية نموذجية (الخلايا المحببة والخلايا الليمفاوية وخلايا البلازما). لديهم أيضًا الغدة الصعترية التي يمكن تحديدها والطحال المتطور جيدًا (أهم عضو مناعي) حيث تتطور الخلايا الليمفاوية وخلايا البلازما والضامة المختلفة ويتم تخزينها.
تمتلك الأسماك الغضروفية (الحفش، المجذاف، والبيشير) موقعًا رئيسيًا لإنتاج الخلايا المحببة داخل كتلة مرتبطة بالسحايا، وهي الأغشية المحيطة بالجهاز العصبي المركزي. غالبًا ما يتم تغطية قلبهم بأنسجة تحتوي على الخلايا الليمفاوية وخلايا شبكية وعدد صغير من البلاعم. الكلى الغضروفية هي عضو مهم في تكوين الدم. إنه المكان الذي تتطور فيه كريات الدم الحمراء والخلايا المحببة والخلايا الليمفاوية والضامة.
مثل الأسماك الغضروفية، تشمل الأنسجة المناعية الرئيسية للأسماك العظمية (تيليوست) الكلى (خاصة الكلية الأمامية)، والتي تضم العديد من الخلايا المناعية المختلفة. بالإضافة إلى ذلك، تمتلك أسماك التليستية الغدة الصعترية والطحال ومناطق مناعية متناثرة داخل الأنسجة المخاطية (على سبيل المثال في الجلد والخياشيم والأمعاء والغدد التناسلية). يشبه إلى حد كبير الجهاز المناعي للثدييات، يُعتقد أن خلايا الدم الحمراء البعيدة، العدلات والخلايا المحببة موجودة في الطحال بينما الخلايا الليمفاوية هي نوع الخلايا الرئيسي الموجود في الغدة الصعترية. في عام 2006، تم وصف نظام ليمفاوي مشابه لذلك الموجود في الثدييات في أحد أنواع أسماك التليوست، وهو الزرد. على الرغم من عدم تأكيده حتى الآن، فمن المفترض أن يكون هذا النظام هو المكان الذي تتراكم فيه الخلايا التائية الساذجة غير المحفزة أثناء انتظار مواجهة مستضد.

## روابط خارجية
- Mongabay.com Fish anatomy Mongabay
- Stunning Fish X-rays Smithsonian exhibit, LiveScience, 13 June 2011.